# Pelzumgestaltung

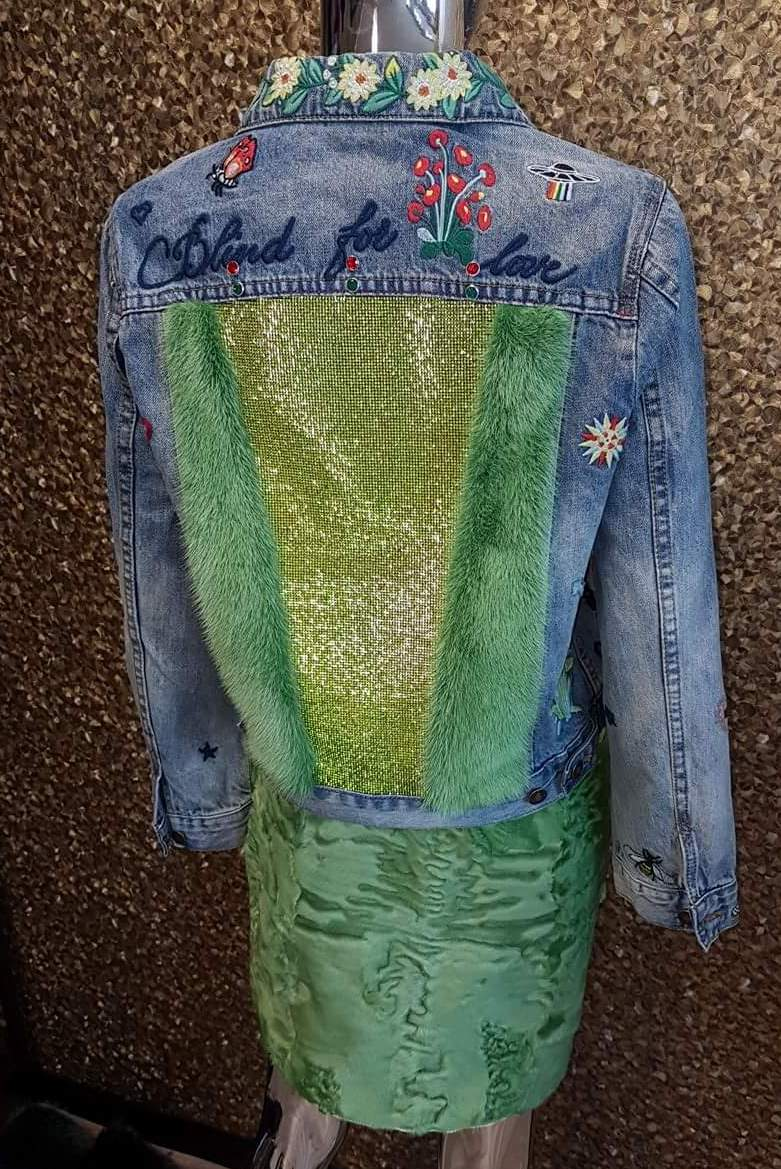
Jacke aus Jeansstoff, Glitzerstoff und Nerz; Rock aus Swakara (jeweils recycelter, umgefärbter Pelz) (2018)

Einen wesentlichen Teil des Kürschnerhandwerks stellt die Pelzumgestaltung dar, auch Pelzumarbeitung, Um- oder Neufassonierung und, allgemeiner, auch Pelzrecycling genannt. In der Schweiz wird die Pelzumgestaltung auch als Transformation bezeichnet, in der deutschsprachigen Schweiz zuletzt weniger. 
Durch den hohen Wert, die oft lange Haltbarkeit und die Reparaturmöglichkeit von Pelzwaren ist es im Gegensatz zu anderen Kleidungsstücken sehr häufig wirtschaftlich sinnvoll, unmodisch gewordene oder nicht mehr passgerechte Pelze umgestalten zu lassen. Ein Umfärben des Pelzes in eine neue Farbe ist ebenfalls nur bei einer Komplettumgestaltung möglich.

## Allgemein
Entspricht ein Pelz nicht mehr den Anforderungen der herrschenden Mode oder dem Geschmack des Trägers, oder aber lässt sich eine Figurveränderung nicht mehr durch eine einfachere Änderung anpassen, kann ein Pelz in eine neue Form umgestaltet werden. Ist ein Pelz sehr abgetragen und muss bei der Reparatur völlig auseinandergetrennt werden, ist umgestalten gelegentlich einfacher als nur reparieren, unter anderem erspart es dem Kürschner das Erstellen des Schnittmusters mit dem Kopieren des alten Teils. Die Wirtschaftlichkeit einer Umgestaltung ergibt sich aus dem Vergleich der Kosten einer Modellumgestaltung mit dem Preis eines gleichen Teils aus neuen Fellen. Zu Ungunsten der Umgestaltung ist zu berücksichtigen, dass ein neuer Pelz eine größere Haltbarkeit und oft auch ein frischeres Aussehen als das gealterte Material aufweist. Häufig sind es jedoch persönliche Erwägungen des Pelzbesitzers, die ihn dazu bewegen, sein altes oder ererbtes Kleidungsstück umgestalten zu lassen, anstatt ein Neuteil zu erwerben.
Ist ausreichend Fellmaterial vorhanden, ist eine Umgestaltung in der Regel problemlos möglich. Eine Einschränkung bildet die Qualität des Fellleders, das, insbesondere bei starker Alterung, das Umspannen und Nähen eventuell nicht mehr aushält, es droht bei dieser Beanspruchung zu reißen. Im Zweifelsfall ist das Leder bei der Auftragsannahme zu prüfen. Die Abnahme der Reißfestigkeit im Lauf der Jahre ist je nach Fellart, Gerbung und Art der bisherigen Lagerung unterschiedlich lang.
Sehr oft werden jedoch weitere Felle für die Umgestaltung benötigt, in der Branche „Zupasser“ genannt. Bei naturfarbenen Fellen ist es für den Kürschner meist möglich, farblich und im Fellcharakter passende Felle zu beschaffen. Anders ist es bei gefärbten Fellen, abgesehen von schwarz. Er kann versuchen, einen gleichartigen alten Pelz zu erwerben, oder aber die Felle in einem Pelzveredlungsbetrieb passend einfärben zu lassen. Das Risiko, dass die Farbe nicht ausreichend gut getroffen wird, ist dabei hoch. Deshalb wird, auch je nach Lage der Mode, das alte Fell häufig mit einem anderen Material kombiniert. Das können andere Fellarten sein, die gleiche Fellart in einer anderen Farbe, Leder oder Stoff. 
Auch durch die Umgestaltung eines Mantels in eine Jacke, einer Jacke in eine Weste kann die Arbeit kostensparend ohne Fellzugabe ausgeführt werden. Eine weitere Umgestaltungsmöglichkeit ohne zusätzliche Felle besteht darin, aus dem bisherigen Außenpelz ein Innenfutter in ein Textilbekleidungsstück einzuarbeiten. Insbesondere bei durch starke Alterung unansehnlicher gewordenen Teilen ist dies eine häufige Alternative. Fehlendes Fellmaterial kann hier zum Beispiel durch Steppfutter ergänzt werden. 
Durch eine Erbschaft fällt manchmal in einem Haushalt eine größere Menge Pelze an. Schon die Anzahl macht hier eine Umgestaltung sämtlicher Teile zu Kleidungszwecken unsinnig. Nicht jede Fellart ist außerdem für jede Frau oder jeden Mann geeignet oder entspricht deren Geschmack, oder aber jemand möchte überhaupt keinen Pelz tragen. Insbesondere ererbte Pelze werden daher oft auch zu Felldecken umgearbeitet, gelegentlich ergänzt um Fellkissen. Es können dabei mehrere verschiedenartige Fellsorten zu einem größeren Plaid zusammengefügt werden.

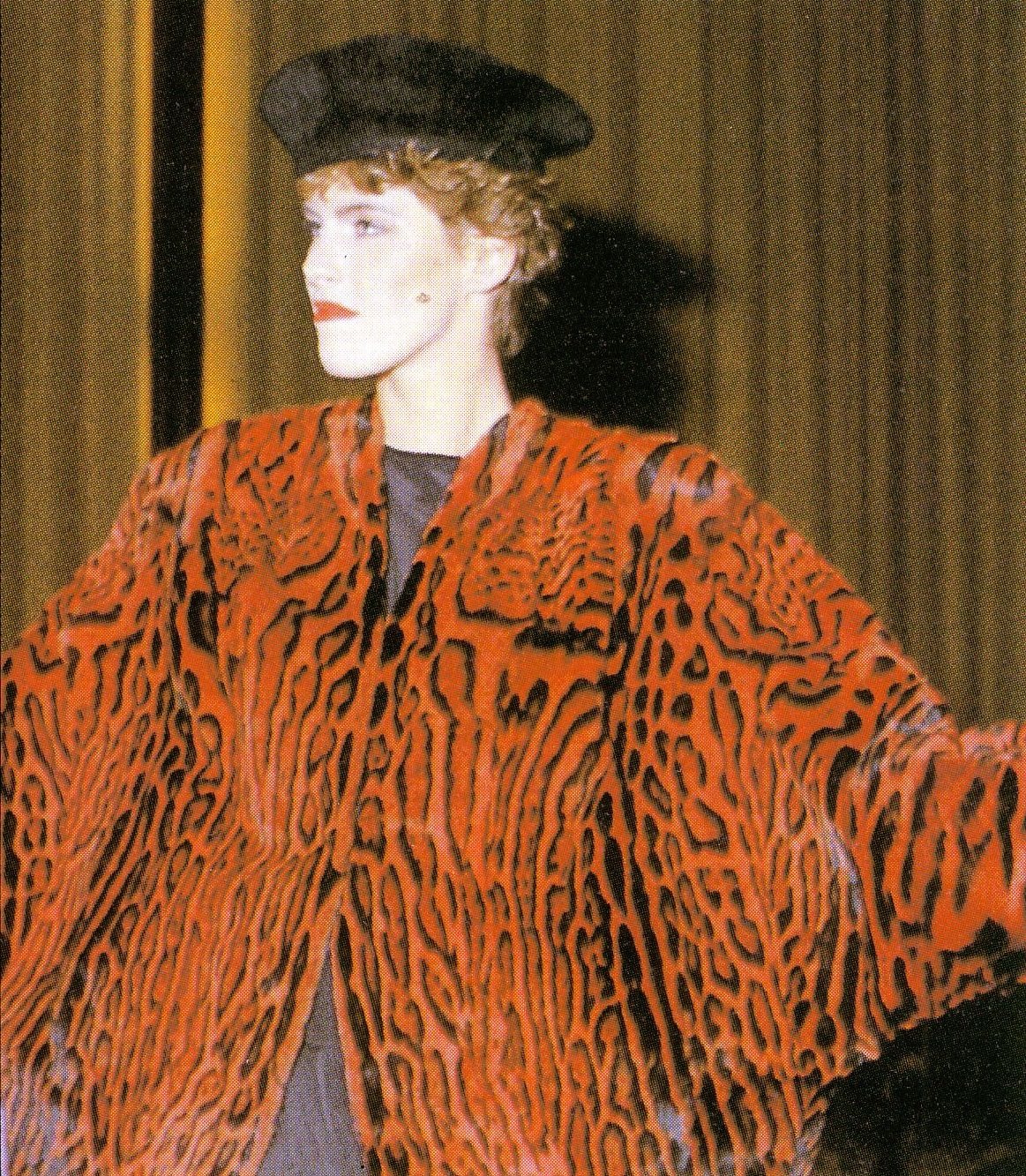
Ozelotjacke, umgestaltet und rot gefärbt (Dieter Zoern, 1986)
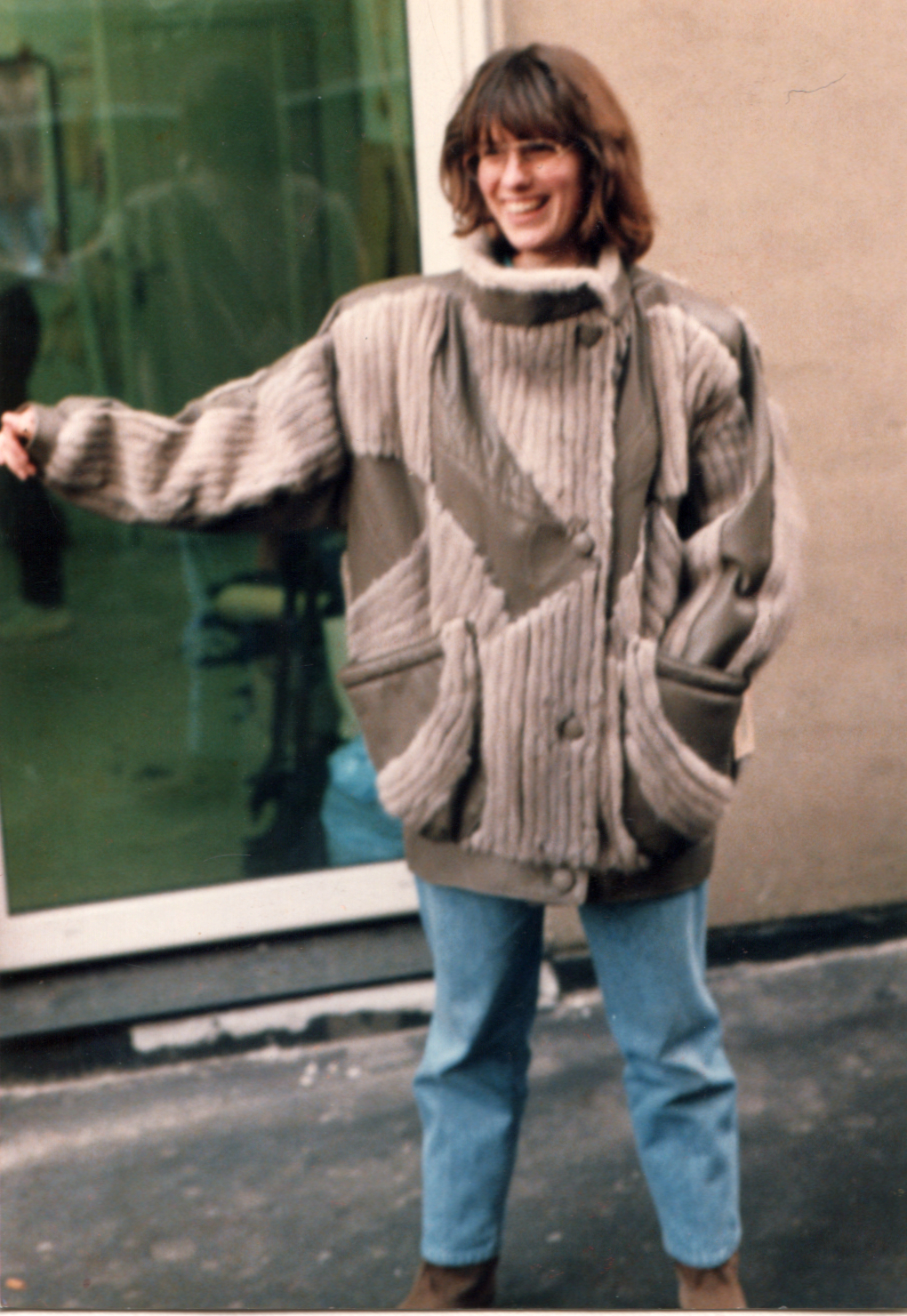
Umgestaltete Nerzjacke, gefärbt, erheblich vergrößert durch Galonieren und Nappaledereinsätze (1987)
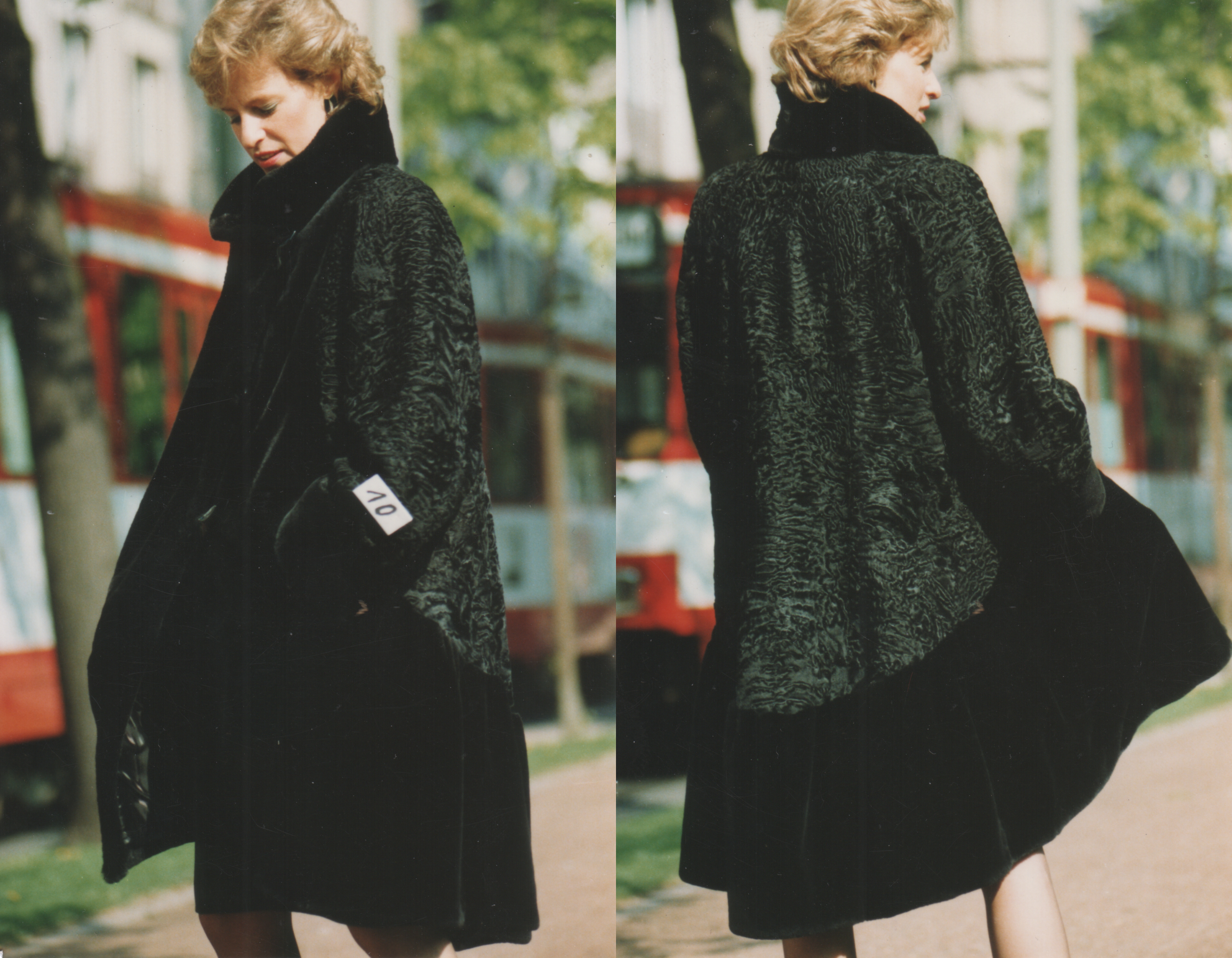
Umgestaltet zum Swinger aus recyceltem Persianerfell und zusätzlichem Nerzthiliki (etwa 1990)
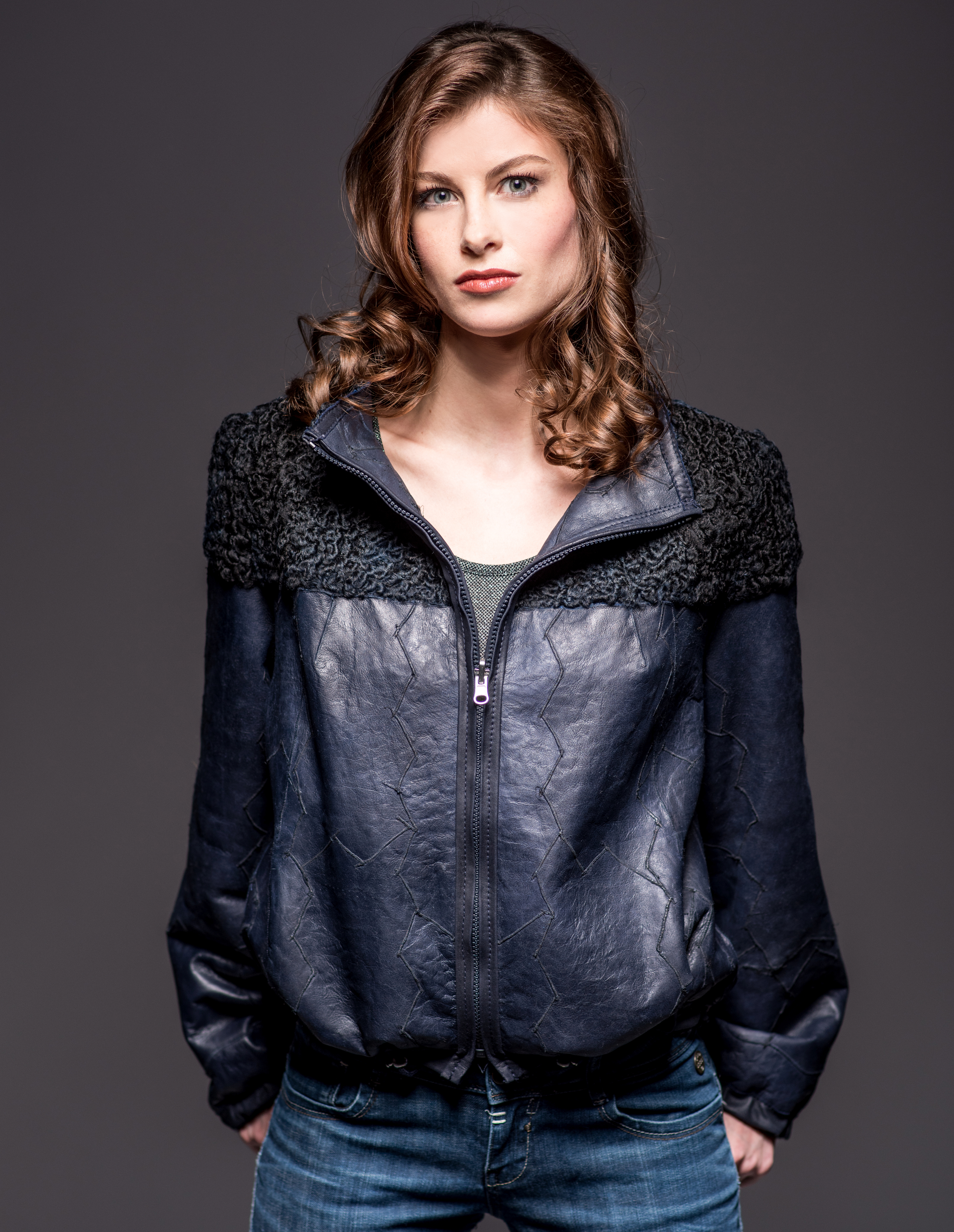
Persianer-Blouson, umgestaltet, nachträglich blau gefärbt und die Lederseite nappiert (2016)
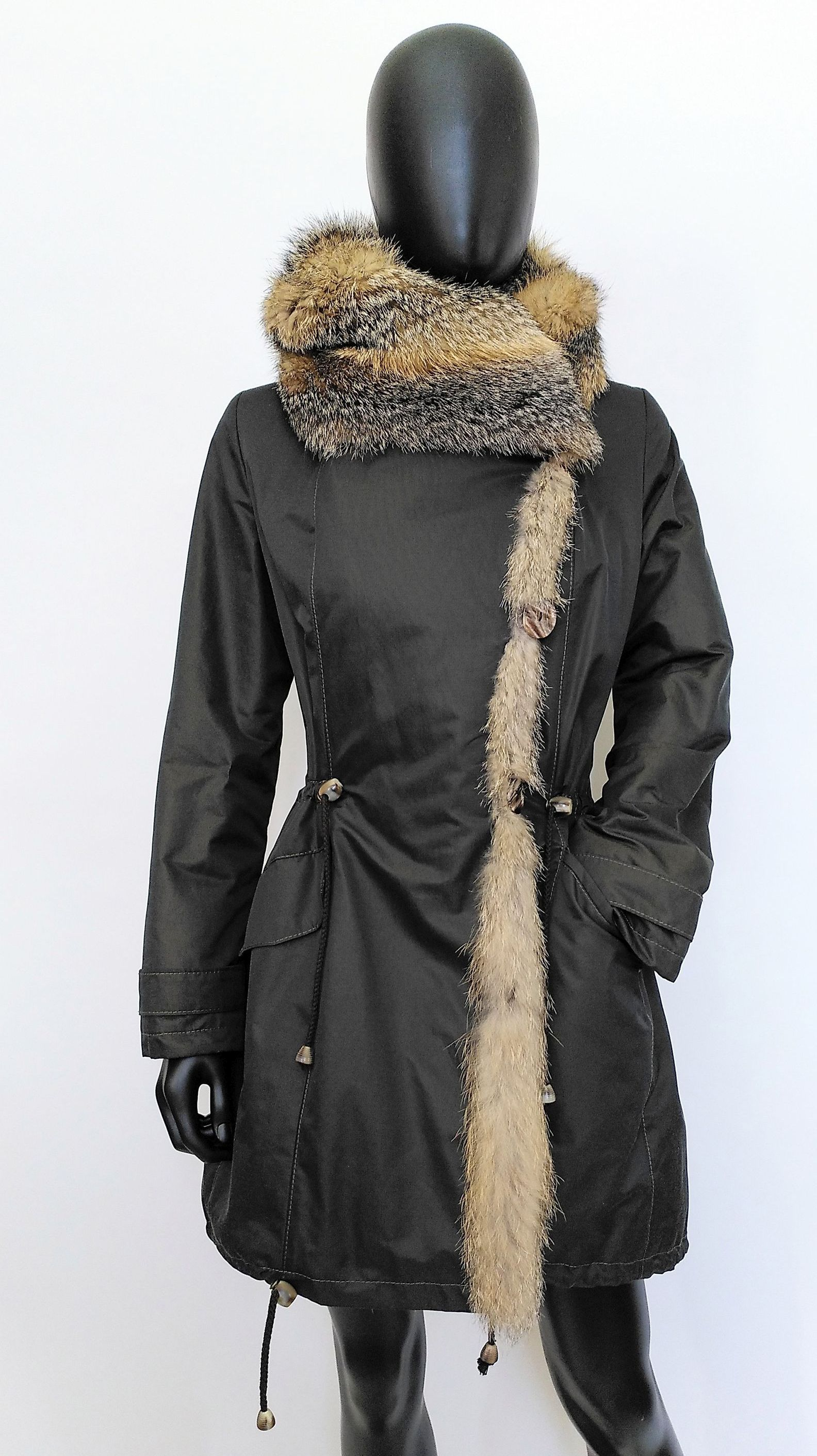
Baumwollmantel, umgestaltet mit Grisfuchsfell (2021)

## Geschichte
Bereits im Mittelalter gab es einen Handel mit alten Pelzen. Der Begriff „Pelze“ bezeichnete zu der Zeit in der Regel fellgefütterte Stoffteile, vor allem in der Form der Schaube. Nach Verschleiß des Außenstoffes mussten sie entsprechend der neuen Stoffhülle angepasst und gleichzeitig repariert und abgetragene Felle ausgewechselt werden. In England besaß man bereits die Fähigkeit, alte, unansehnlich gewordene Lammpelze zu reinigen und nachzuscheren. Allerdings dürften Umarbeitungen in der heutigen, aufwändigen Form kaum vorgekommen sein, in der Regel hatten sie wohl mehr den Charakter einer Änderung. Selbst noch 1895 ist in einer sehr detaillierten Schilderung über die Kürschner des sächsischen Ortes Frankenberg neben Verkäufen und Anfertigungen vor allem die „Flickarbeit“ erwähnt, nur nebenbei auch die „Umänderungen“.

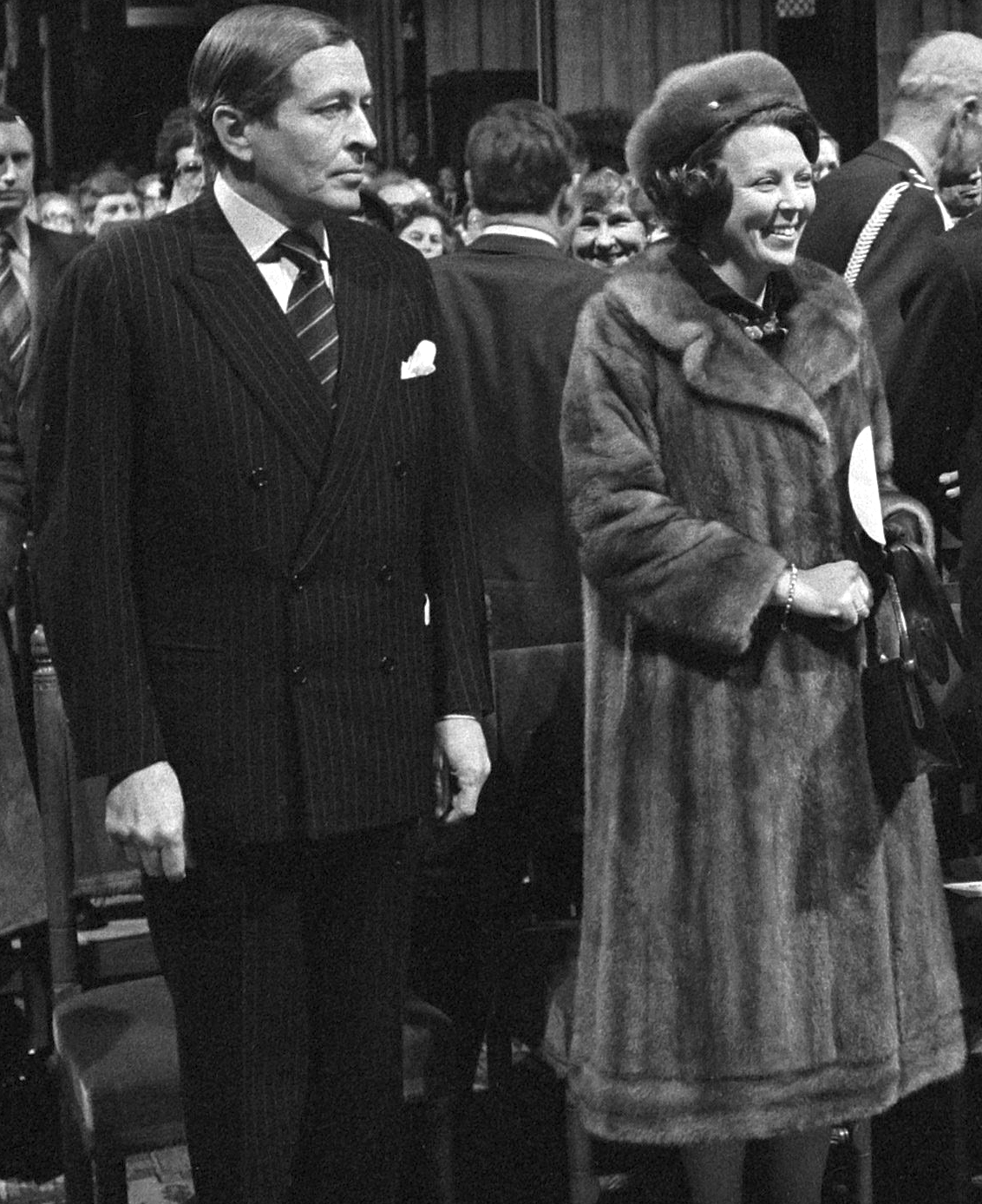
Königin Beatrix der Niederlande, als sparsam bekannt, im quer verlängerten Nerzmantel (1979)

Nachdem vor der Wende zum 20. Jahrhundert begonnen wurde, Pelze zunehmend mit der Haarseite nach außen zu tragen, wurde das Kürschnerhandwerk insbesondere in Bezug auf das harmonische Zusammenfügen der Felle weitaus anspruchsvoller. Und es wurde nicht nur das Reparieren hässlicher abgetragener Stellen wichtiger, sondern auch eine die Optik des oft aufwändig kunstvoll gearbeiteten Pelzes erhaltende Pelzumgestaltung, das Teil durfte anschließend nicht zerstückelt aussehen. Insbesondere in Zeiten wirtschaftlicher Depression mit geringer Kaufkraft stellte die Pelzumgestaltung die Hauptbeschäftigung der Kürschner dar. In einem kurz nach dem Ende des Zweiten Weltkriegs (1939–1945) erschienenen Pelzlexikon schreibt der Autor, ein österreichischer Kürschnermeister: „Auch zu Kriegszeiten, als kein neues Fellmaterial zur Verfügung stand, war man auf die Umarbeitung in erhöhtem Maße angewiesen. Es kam dann besonders darauf an, aus dem vorhandenen Material das erdenklich Beste und Schönste herzustellen, es wieder auf den »Glanz« herzurichten. Umsicht, Ideenreichtum, Geschicklichkeit waren dabei Haupterfordernis“. Einer Wiener Fachzeitschrift des Jahres 1926 ist zu entnehmen, dass Kunden öfter klagten, dass bei einer Umarbeitung die „Materie weniger wurde“. Ursachen sind das Entfernen schadhafter Stellen, vor allem aber der Verschnitt „beim notwendigen »Ausstückeln« fehlender Ecken und Rundungen.“ Die österreichischen Kürschner bezeichneten diesen Abfall als „Kürschnermist“.
In Zeiten prosperierenden Pelzabsatzes waren die Kürschner dagegen besonders bestrebt, Reparaturen, Änderungen und Umgestaltungen in die Monate April bis Ende August zu verlegen, in der Branche „ruhige“, „stille“ oder sogar „tote Zeit“ genannt. Dies geschieht durch das Gespräch bei der Annahme der Pelze in die sommerliche Pelzkonservierung, durch Kundenbriefe oder sonstige Werbeaktionen. In der Zeit der Hochkonjunktur des Pelzabsatzes in der Bundesrepublik lehnten viele Kürschner eine Umgestaltung in der Saison ab. In dieser Jahreszeit verteuerten ansonsten die zur Bewältigung der Mehrarbeit nötigen Überstunden unter Umständen die Kosten der Umgestaltung. Bis in die erste Zeit nach dem Zweiten Weltkrieg wurde ein Pelz nur selten aus modischen Erwägungen komplett umgestaltet, Pelze machten die Mode kaum mit, sie galten als zeitlos.
Die Pelzumgestaltung unterliegt finanziellen Zwängen. Sie soll einen möglichst großen Kostenvorteil gegenüber dem Neukauf bieten, also einen möglichst geringen Arbeitsaufwand und wenig oder keine zusätzlichen, meist teuren und wiederum arbeitsintensiven zusätzlichen Felle erfordern. Daraus ergaben sich in der Vergangenheit spezielle Material-Kombinationsmoden mit Leder, Textil oder anderen Fellarten, Aufteilungen und Musterungen, die teilweise sogar Eingang in die Textilmode fanden. Ohnehin begünstigt das hochpreisige Fell Moden, bei denen der Pelz mit preisgünstigeren Materialien kombiniert wird, also möglichst wenig Fell verbraucht wird.
Diese Anforderung erfüllte ein vor 1970 aufgekommenes, viel verkauftes Mantel- und Jackenmodell, meist aus Nerz gearbeitet, das wie ein kompletter Pelzmantel wirkte. Bei äußerster Einsparung waren jedoch die Taille und der darüberliegende Gürtel, die Seitenteile, eine etwa sieben bis acht Zentimeter breite Blende an den Vorderkanten, die Ärmelbündchen, die Unterärmel und der Unterkragen aus Leder gearbeitet – ideal auch für eine fellsparende Umgestaltung. Die Probleme für die Kürschner begannen allerdings, als bei sich ändernder Mode die Kunden aus diesem wenigen Pelz komplette Fellmäntel gearbeitet haben wollten. Ein Mantel reichte nicht einmal für eine Jacke, für einen Mantel in einem neuen, womöglich nicht mehr tailliertem Modell, hätte man mehr als die doppelte der bisherigen Fellmenge veranschlagen müssen. Dieses Sparmodell trug nicht unwesentlich dazu bei, dem Nerzmantel seine Begehrlichkeit als exklusives Symbol des wieder gewonnenen Wohlstands nehmen, indem es ihn auch für Bundesbürger mit niedrigem Einkommen erschwinglich machte.
Der Erfolg dieses Modells beflügelte die Pelzdesigner, weitere Kombinationsmöglichkeiten zu entwerfen. Am meisten Erfolg hatten Jacken. Für sie wurde ohnehin weniger Fell gebraucht, auch waren sie, bei beständig zunehmender Motorisierung, im Auto praktischer zu tragen. In den augenfälligsten Teilen wie Kragen, Rücken und Vorderteilen war oft noch Fell, mal war aber auch der Rücken aus Zweitmaterial, mal ein Stück der Vorderteile. Bevorzugt wurde Leder zwischengearbeitet, oft durch Bedrucken oder Prägen mit vielfältigen Mustern strukturiert. Viele der Modelle ließen sich auch mit Stoff verwirklichen, doch wurde meist das im Vergleich zum Pelz wertiger aussehende und auch einfacher mit Fell zu verbindende Leder bevorzugt. In teureren Teilen kam auch Schlangenleder zum Einsatz. Für Mäntel entwarf der Hamburger Pelzdesigner Dieter Zoern ein Überkaro aus zwischengenähtem Leder, das er auch seinen Kollegen präsentierte. Es wurde vereinzelt aufgegriffen, es war zwar arbeitsintensiv, ergab aber bei einer Umgestaltung so viel zusätzliche Fläche, dass sich damit aus den alten Pelzen die seinerzeit aktuellen weiten Swingermodelle herstellen ließen.
Etwa in den 1970er Jahren begann ein schneller Modewechsel, insbesondere durch den Trendsetter Dior verursacht, was insbesondere die Pelzträgerinnen stark verunsicherte. War die Mode in einem Jahr kurz, trug man im nächsten Jahr Maxi. Den langen Rock unter dem Nerzmantel hervorschauen zu lassen empfanden die meisten Damen als unmöglich. Da man einen ausgelassen gearbeiteten Nerzmantel nur bei einer kostspieligen Komplettumgestaltung unsichtbar verlängern kann, entstand eine spezielle Pelzmode, bei der ein oder mehrere Fellstreifen unten quer angesetzt wurden, aus dem gleichen Fell oder als Verbrämung aus einer langhaarigeren Fellart, meist Fuchs, eine Optik, die bis heute von den Pelzdesignern immer wieder aufgegriffen wird. Irgendwann waren viele Frauen das Aussehen, bei dem man die nachträgliche Verlängerung so deutlich erkennen konnte, erst einmal leid, und sie ließen ihre Mäntel doch umgestalten. Eine weitere Verlängerungsmöglichkeit ohne den Mantel ganz auseinanderzunehmen besteht bei nicht zu weit ausgestellten Pelzen darin, dass man oberhalb des Saumes Lederstreifen einnäht, die so schmal sind, dass sie von den Haaren abgedeckt werden (Galonieren). Dies ist zwar nicht unsichtbar, aber es entsteht lediglich eine recht dezente Musterung.

Umgestaltung zu einer Samtnerz-Weste
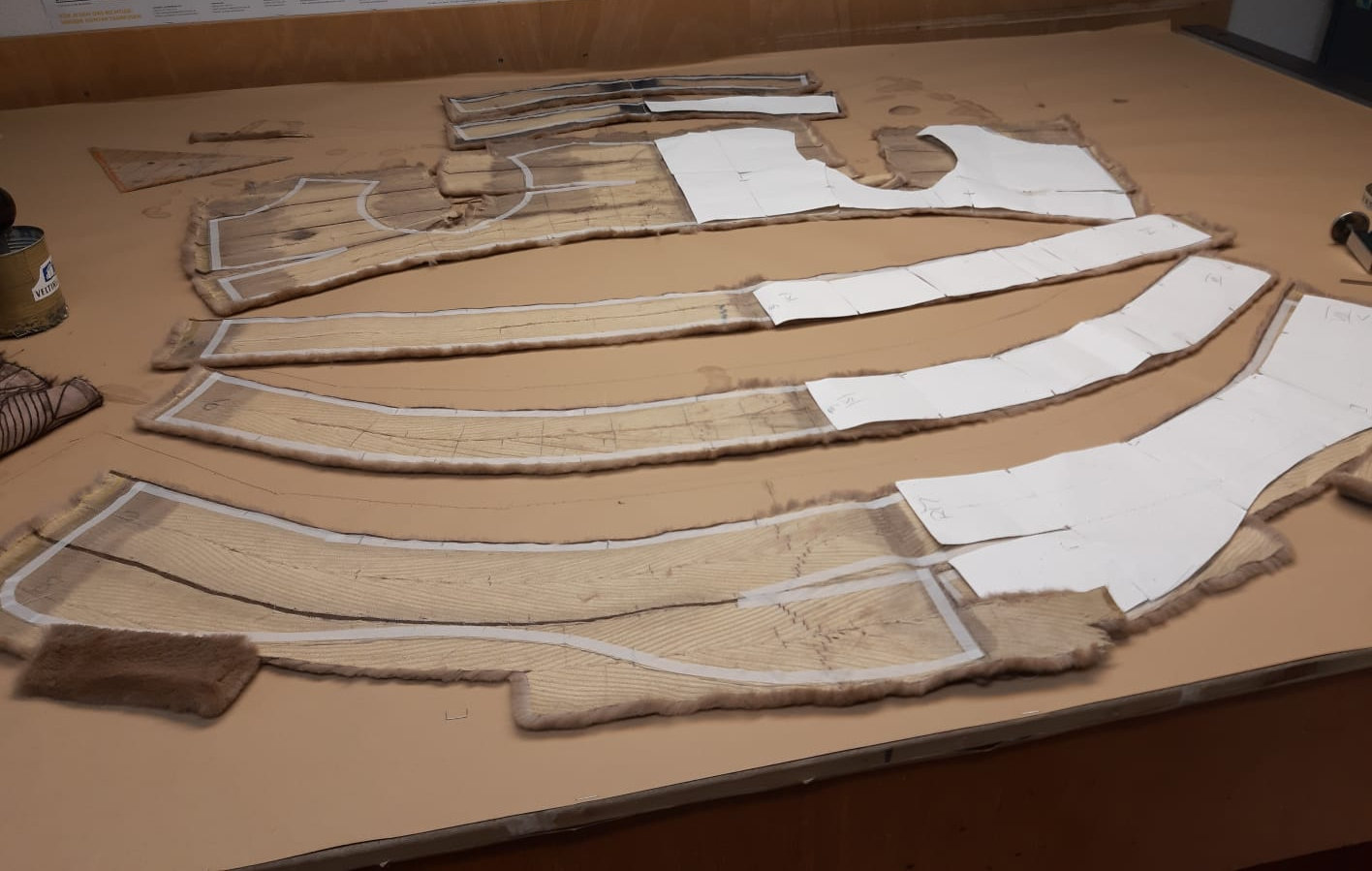
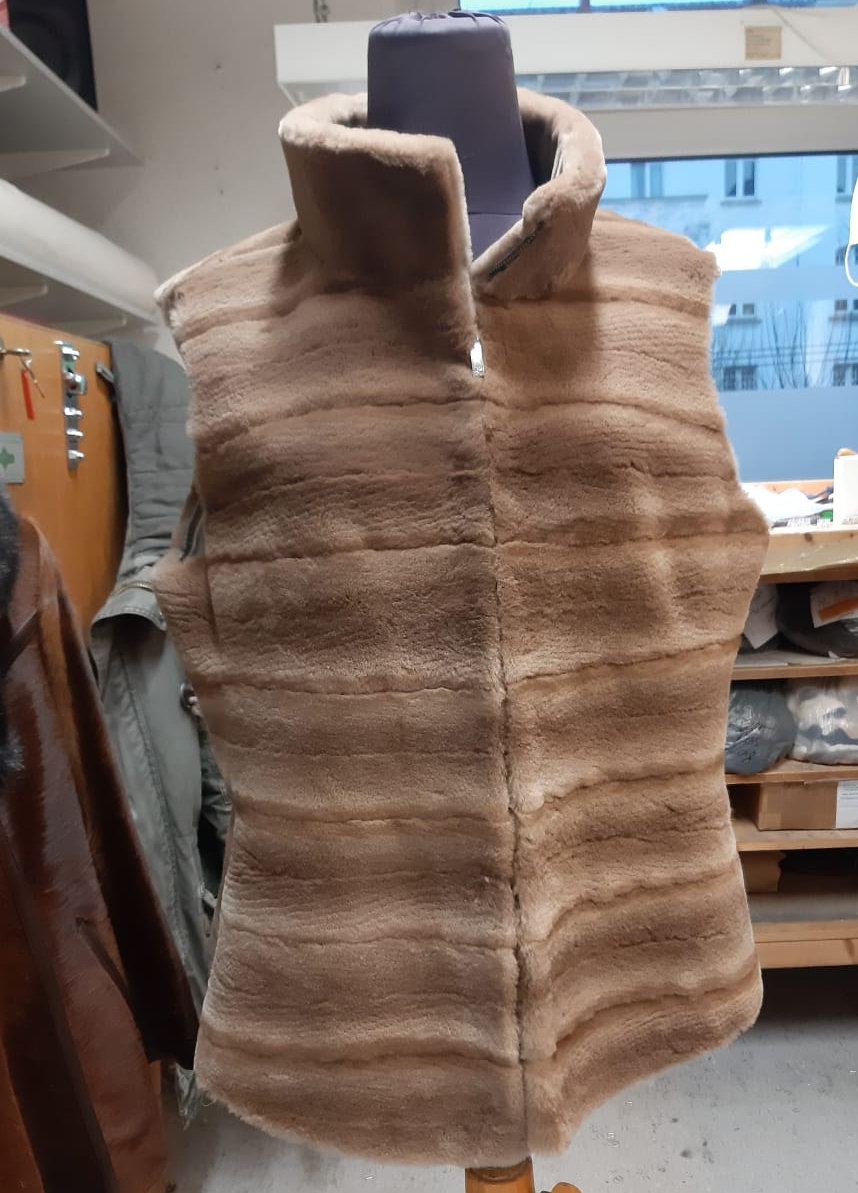

In den USA bestanden bereits in den 1930er Jahren Firmen, die alte Pelze in großer Menge vorrätig hielten und in Einzelteile zerschnitten an die Kürschner in der benötigten Fläche für Umgestaltungszwecke verkauften. Diese Teile haben den Vorteil, dass die farbliche Veränderung durch Lichteinwirkung ebenfalls eingetreten ist und deshalb unter Umständen besser passen als neue Felle, außerdem sind sie eventuell kostengünstiger zu beschaffen. Auch kann der Altpelzhändler sonst nicht mehr verfügbare Farben vorrätig halten. Seit gegen Ende des 20. Jahrhunderts beschäftigen sich auch einige deutsche Rauchwarenhändler mit diesem Geschäftszweig, wenngleich viele Kürschner sich darauf beschränken, nur wertigere neue Felle zu verwenden. Gegen Ende der Spitzenzeit des Pelzabsatzes – die Bundesrepublik wurde nach dem Zweiten Weltkrieg zum Hauptabsatzgebiet für Pelzwaren – gab es im Pelzhandelszentrum Niddastraße, Frankfurt am Main Rauchwaren-Kommissionäre, die sich vor allem mit dem Besorgen von Zupassern beschäftigten. Sie hatten den Marktüberblick über die ansässigen, zahlreichen Großhandelsfirmen und suchten dort für die von den deutschen Kürschnerkunden eingesandten Pelze möglichst gut passende Felle zusammen.
In der DDR gab es eine erheblich Anzahl von kleinen Kürschnereibetrieben, wohl in größerer Pro-Kopf-Dichte als in der Bundesrepublik. Dies erscheint umso erstaunlicher, weil dort auch in der Fellversorgung eine ständige Mangelwirtschaft herrschte, selbst Kaninfelle wurden nur in sehr geringer Menge zugeteilt. Jedoch schickten die Verwandten aus der Bundesrepublik ihre abgelegten Pelze zu einem Großteil an ihre Verwandten in der DDR, die dann dort passend umgestaltet werden mussten und in erheblichem Maß zur Auslastung der Familienbetriebe beitrugen. Aber auch die größeren pelzverarbeitenden Genossenschaften, die vor allem für westdeutsche Konzerne produzierten, boten zusammen mit anderen Dienstleistungen die Pelzumarbeitung an. „Die Produktionsgenossenschaften des Handwerks“ des Kürschnerhandwerks wären „durchaus in der Lage, wie auf dem VIII. Parteitag der Sozialistischen Einheitspartei Deutschlands unter anderem als Hauptaufgabe mit beschlossen wurde, die Versorgung der Bevölkerung mit Reparatur- und Dienstleistungen zu verbessern“. „Auf Grund der gewonnenen Erfahrung auf diesem Gebiet“ könne „man feststellen, dass es durchaus nicht einfach ist, den sich ständig entwickelnden Bedürfnissen der Bevölkerung Rechnung zu tragen. Das trifft in besonderem Maße auch auf die Pelzbekleidung zu“. Für die Genossenschaften hieß es 1976, dass man anstrebte, die umzuarbeitenden Pelze bis spätestens April zu erhalten, damit sie rechtzeitig zur kalten Jahreszeit fertiggestellt werden konnten.
In den 2010er Jahren machte insbesondere Karl Lagerfeld Pelz im kleinmustrigen Materialmix en vogue. Daneben entstand eine Mode, in der auch großflächig im neuen Stil unterschiedliche Fellmaterialien verbunden wurden, beispielsweise das Oberteil des Rumpfes aus kurzhaarigem und das Unterteil aus Langhaarfell. Vor allem bei der zweiten Variante bietet es sich an, bei einer Umgestaltung zwei alte Pelze zu einem Teil zu vereinen.
Nachdem sich die Neuproduktion von Pelzen seit Ende des 20. Jahrhunderts vermehrt in Billiglohnländer verlagert hat, vor allem nach Asien, bilden Servicearbeiten wie die Pelzumgestaltung für die meisten Detailkürschner wieder die Haupterwerbstätigkeit. Einige wenige Betriebe haben sich außerdem in den letzten Jahren darauf spezialisiert, geänderte alte Pelze als Vintage-Mode zu verkaufen. Aus Kostengründen werden die Teile hier wohl nur sehr selten völlig umgestaltet, sondern es wird durch möglichst kleine Änderungen den alten Pelzen ein individuelles, zeitgemäßes Aussehen verliehen. Der klassische Kürschnerbetrieb schreckt vor dem Handel mit umgeänderten alten Pelzen meist zurück, ist es doch für den Kunden kaum erkennbar, ob er einen neuen oder einen mit Risiken belasteten alten Pelz erwirbt.

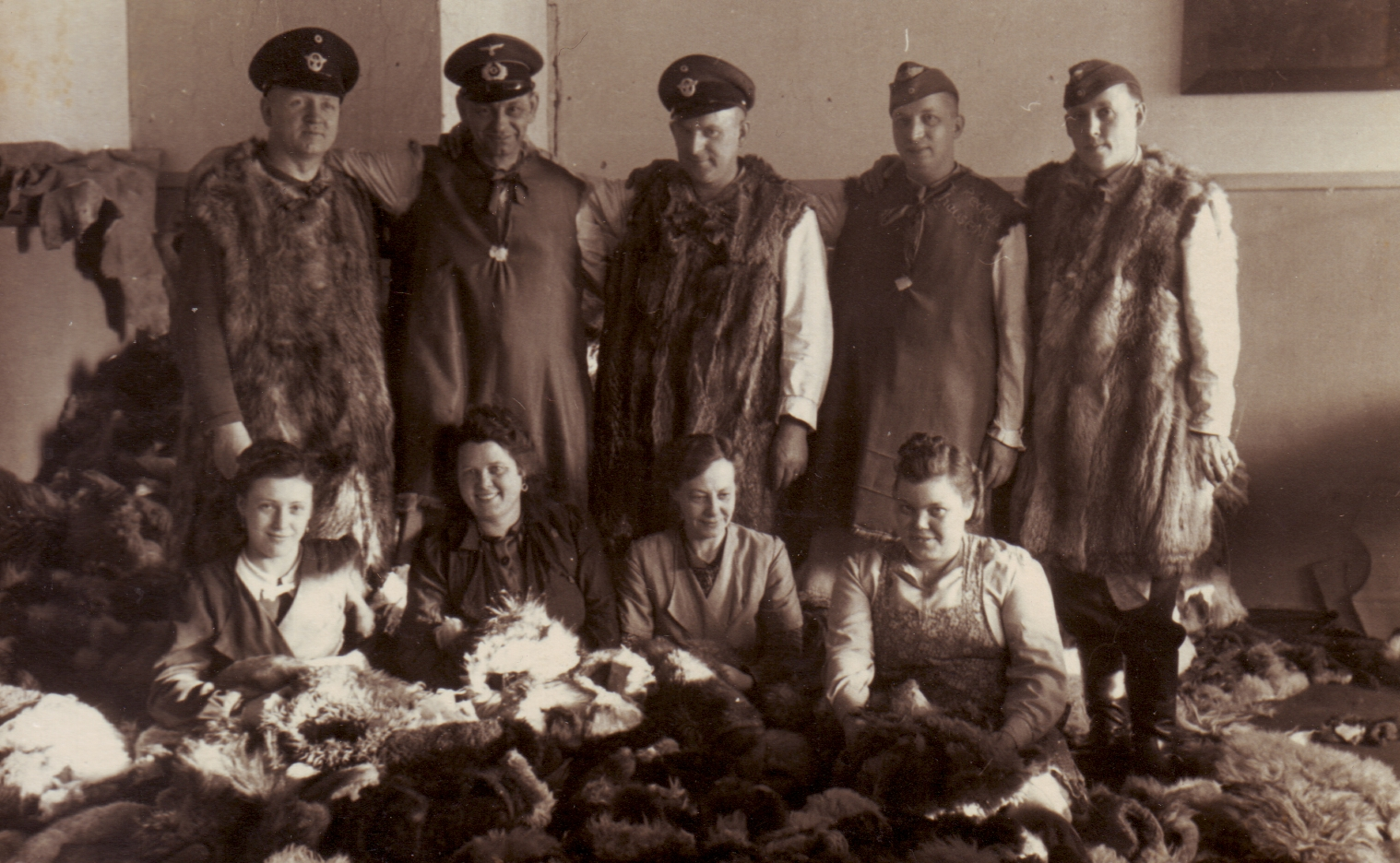
Recklinghäuser Kürschner arbeiten während des Zweiten Weltkrieges Pelze zu Innenfuttern um für Soldaten an der Ostfront
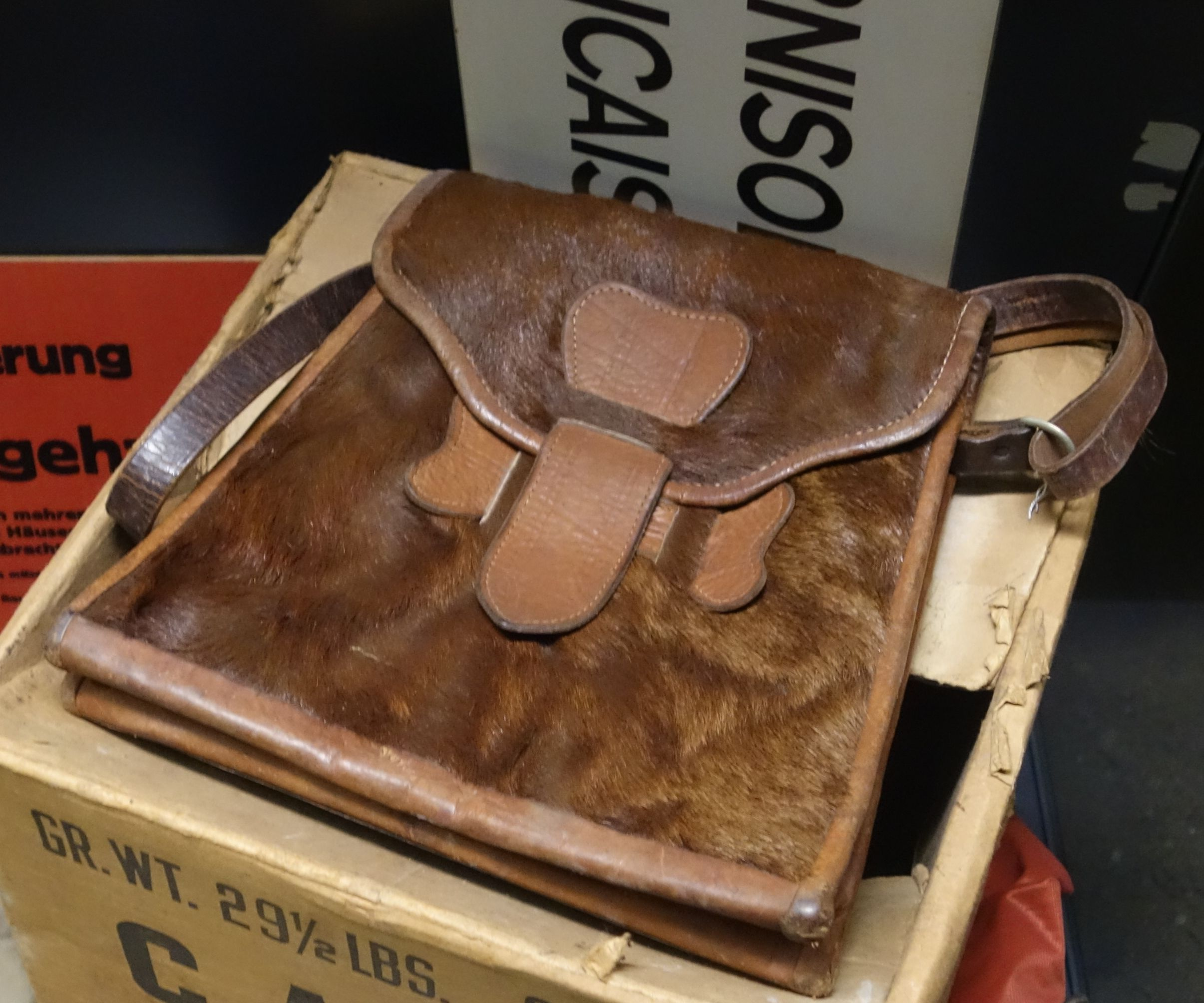
Aus einem Tornister („Fellaffe“ genannt) umgearbeitete Handtasche (Nachkriegszeit)
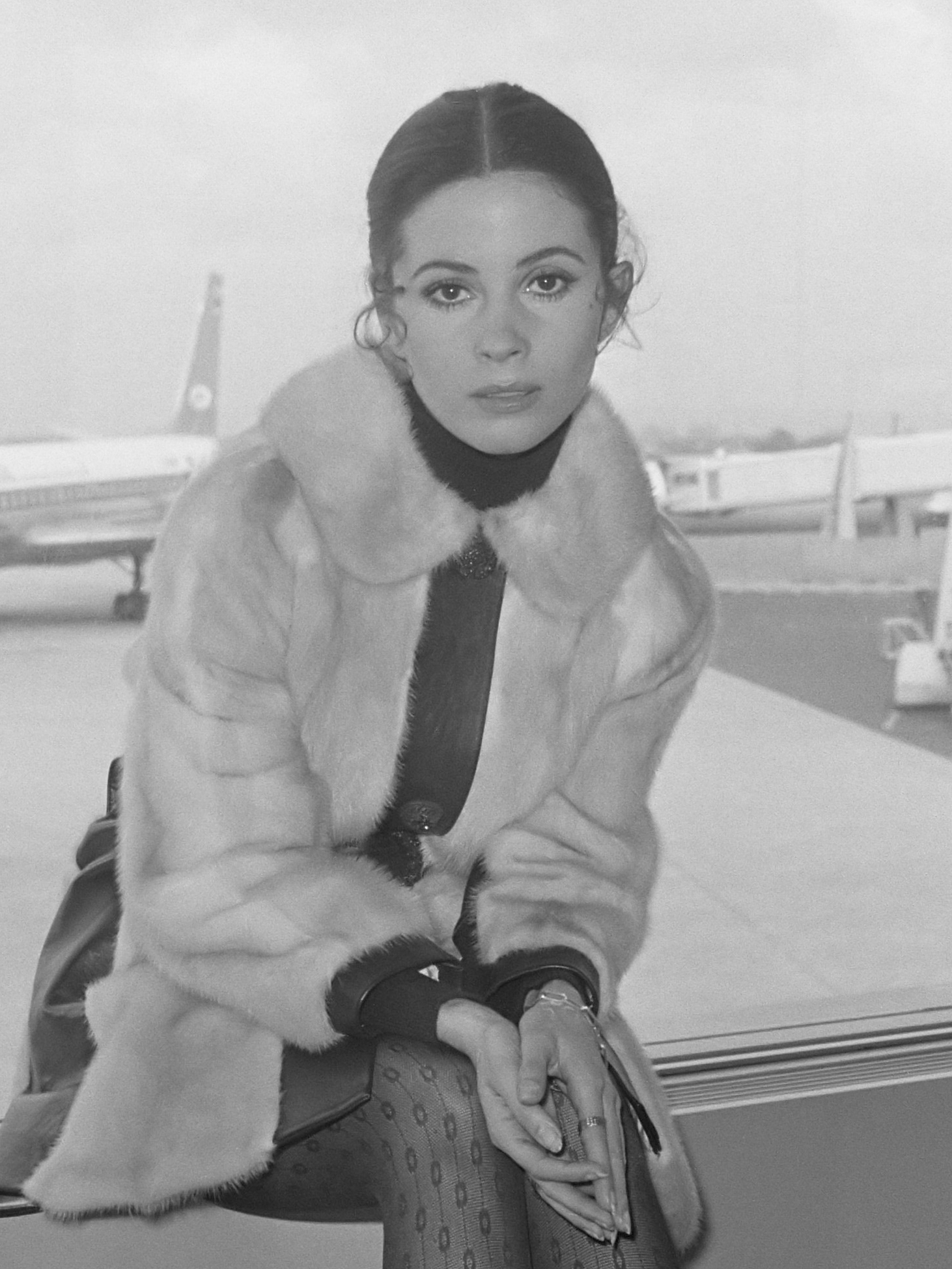
Das Nerz-„Sparmodell“ als Jacke (1970)
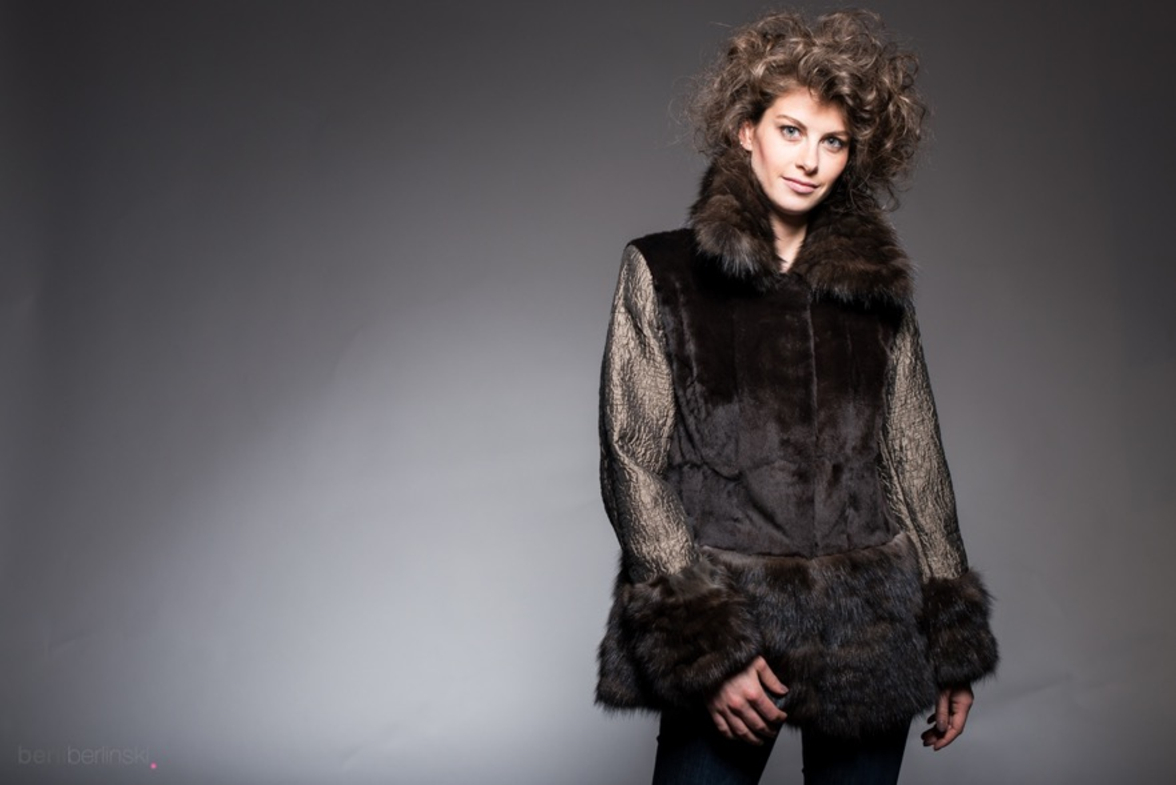
Materialmix aus Samtwiesel, Zobelstücken und Crashstoff (2015)

## Arbeitstechnik
Hat sich der Pelzbesitzer für eine Umgestaltung entschlossen, muss das Modell festgelegt werden. Je nach Unternehmen, geschieht dies anhand der am Lager befindlichen Pelzkollektion, nach Musterteilen aus Stoff („Nesselmodelle“), nach, eventuell bereits vom Kunden mitgebrachten, Fotos und entsprechend den individuellen Kundenwünschen, eventuell unterstützt durch Skizzen des Pelzdesigners. Zusätzlich zu seinen Eigenentwürfen hat der Pelzverarbeiter die Möglichkeit, pelzgeeignete Schnittmuster von Designern einzukaufen.
Soll ein Pelz, soweit möglich, eine neue Farbe erhalten, ist dies auch nur im Rahmen einer Umgestaltung möglich. Pelze werden während des Verarbeitungsprozesses durch Zwecken glatt- und ausgespannt, beim Färben im Farbbad verliert sich dies wieder und das Fell läuft ein. In der Regel ist die alte Fläche nicht wieder in voller Größe auszuzwecken.
Ist das Kleidungsstück flach gelegt, das heißt in seine Grundteile zertrennt, Rumpf, Ärmel, Manschetten, Ober- und Unterkragen usw., werden in den meisten Betrieben neben der Pelzseide auch sämtliche Zwischenstoffe entfernt und die Pelzteile in der Läutertonne mit Hilfe von Holzmehl gereinigt (fachsprachlich: „geläutert“). Anschließend werden vom Kürschner die Verschleißstellen repariert und das Teil nach dem neuen Schnittmuster eingerichtet. Die neuen Felle werden an den zum alten Material bestpassenden Stellen eingefügt. Weichen die neuen Felle etwas von dem Material ab, wird versucht, sie in den wenig sichtbaren Teilen, wie Unterärmel, Rumpfseiten oder Unterkragen zu „verstecken“. Auch ist bei der Gelegenheit bei einigen Fellarten eine einfachere Farbauffrischung als am fertigen Pelz möglich, das heißt ein Überdecken der durch Alterung eingetretenen Vergilbung, bei gleichzeitiger Farbangleichung der zugegebenen Felle.
Reicht das Fell nicht für die Ausmaße des Schnittmusters, kann die Fellfläche durch eine der jeweiligen Mode angepasste Aufteilung des Musters in Fell- und Leder- oder Stoffteile verringert werden, bei langhaarigen Fellen ist eventuell ein Galonieren möglich, das ist ein Vergrößern der Fläche durch vom Haar verdeckte, zwischengenähte Lederstreifen (Galons). Ansonsten kann der Pelz im Rahmen der Umgestaltung mit zusätzlichen Fellen erweitert oder verlängert werden. Dazu werden die gleichen Arbeitstechniken angewendet wie bei einer Neuanfertigung: Einschneiden und Auslassen. Insbesondere die Verlängerung von gelocktem und moiriertem Fell geschieht durch das Einschneiden. Hierbei werden die verschiedenartigen Fellteile wie Kopf, Rumpf und Pumpf separiert und in einer Zacken- oder Wellenform, für das Auge von der Haarseite her möglichst unsichtbar, ineinandergefügt. 
Ähnlich kann bei streifig ausgelassenen Fellen (Nerz) verfahren werden. Sehr aufwändig, aber im Ergebnis häufig befriedigender, ist es, die in wenigen Millimeter Abstand liegenden Auslassschnitte aufzutrennen und jeweils um wenige(!) Millimeter nachauszulassen, bei so vielen Schnitten, bis die erwünschte Länge erzielt ist. Beim Einschneiden ausgelassener Felle werden die, weil besser zueinander passenden, alten Fellstreifen ineinander geschnitten, und aus den neuen Fellen eigene Streifen gearbeitet, die an geeigneter Stelle eingefügt werden.
Die fertig genähten Jacken- oder Mantelteile werden nach dem Schnittmuster, wie beim Neuteil, feucht gespannt und nach dem Trocknen abgeglichen. Anschließend wird das durch das Zwecken verdrückte Haar gefinisht, das heißt geglättet und aufgelockert. Auf das Leder werden wieder die Innenzutaten aufgebracht. Häufig ist es angebracht, das Leder mit einem Pikierstoff gegen Zerreißen zu sichern, auch wenn dies im Neuzustand nicht nötig schien. Die Kanten werden zur Stabilisierung gebändelt und die Einzelteile anschließend mit der Pelznähmaschine zu dem neuen Modell zusammengefügt. Ist der Pelz soweit fertiggestellt, wird er häufig vor der endgültigen Fertigstellung beim Kunden anprobiert. Nach einer etwaigen Änderung werden die Verschlüsse und ein neues Seidenfutter eingenäht, die Verwendung des alten Futterstoffs wäre meist Flickwerk und unwirtschaftlich.
Es ist ratsam, sich vom Verarbeiter die immer anfallenden Fellreste mitgeben zu lassen, um bei eventuellen späteren Reparaturen oder Änderungen gut passendes Material zur Verfügung zu haben.

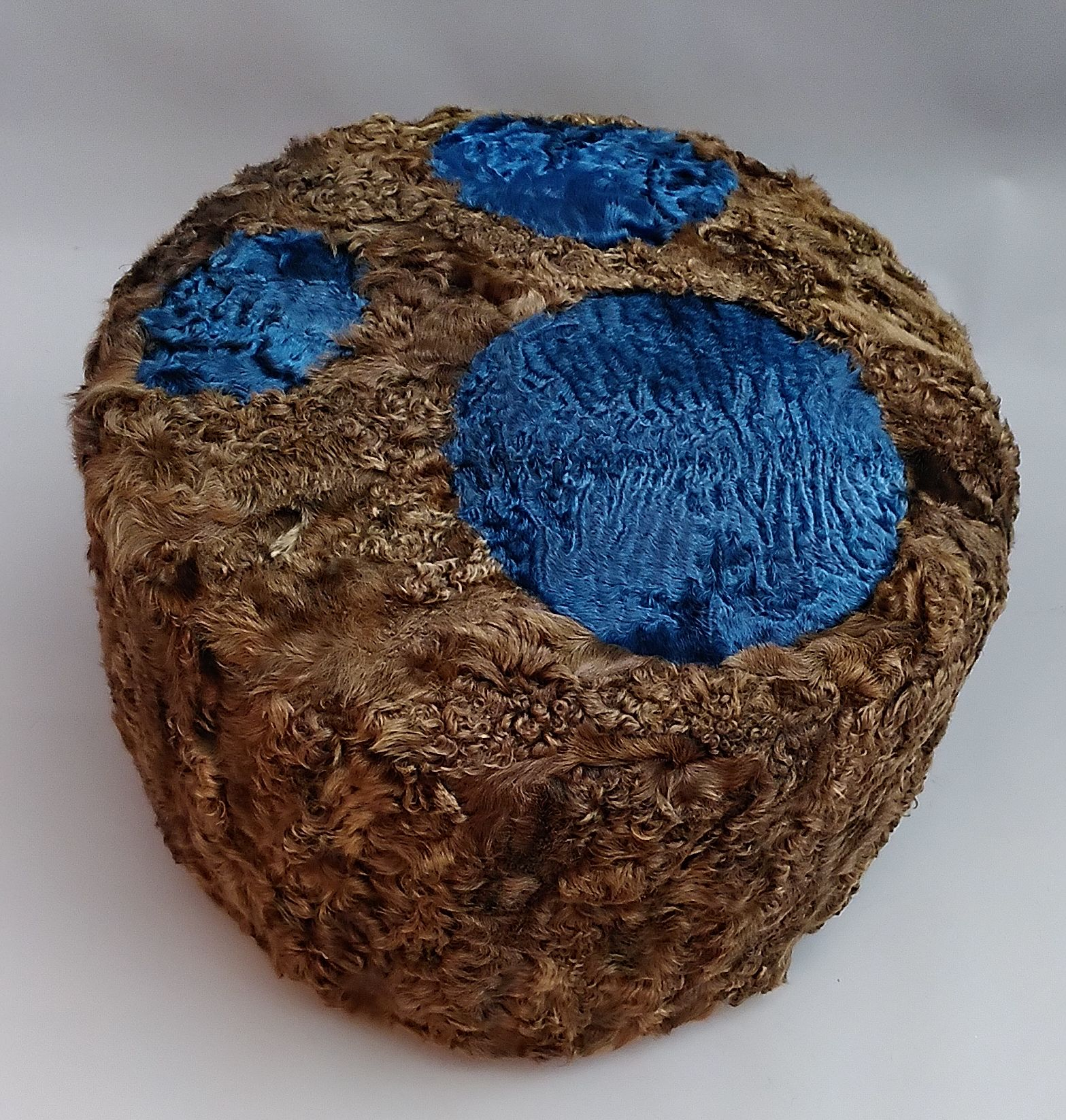
Sitzhocker aus jetzt blau gefärbtem Swakarafell und Lammfellstücken
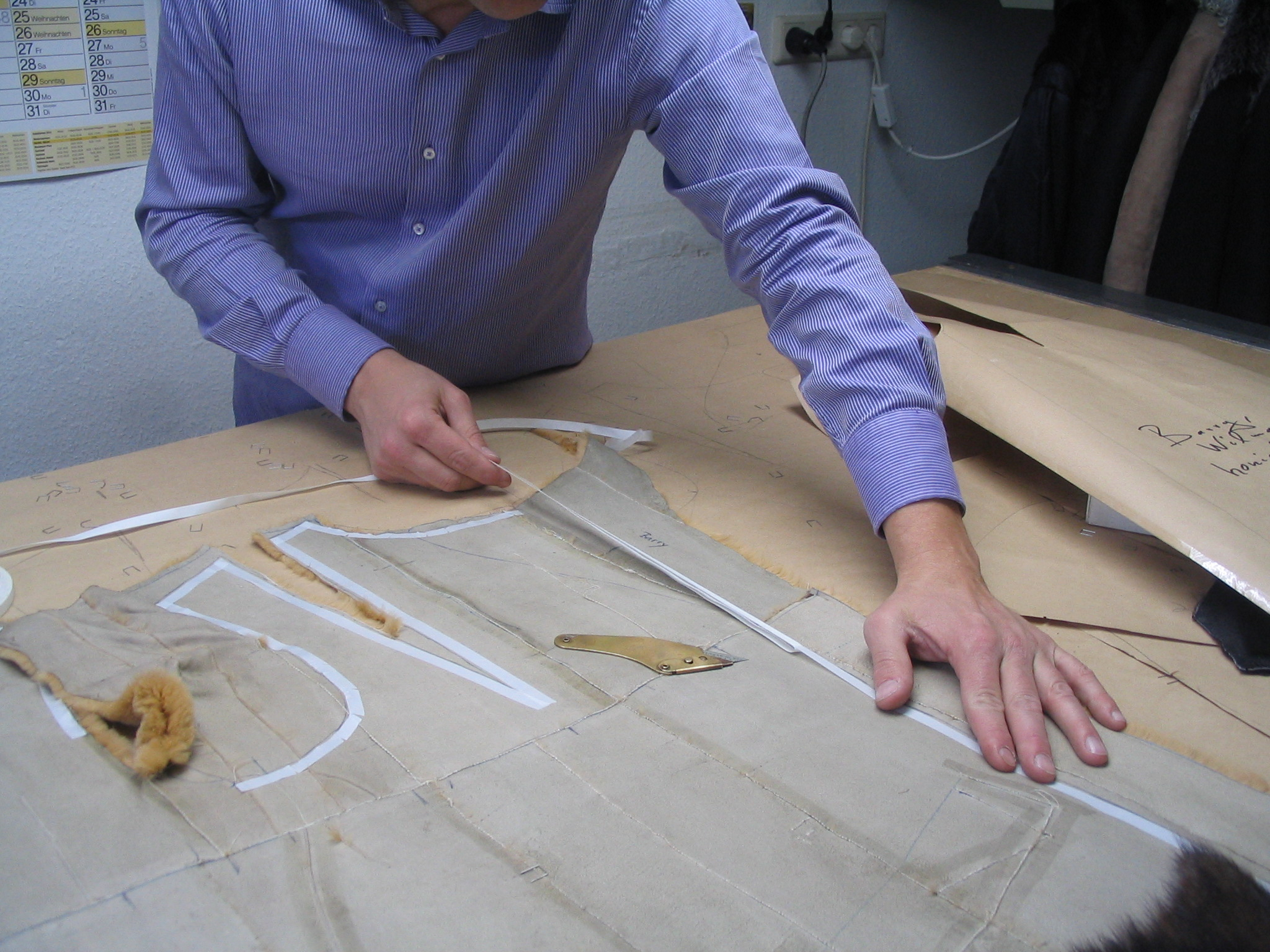
Bändeln einer Pelzumgestaltung
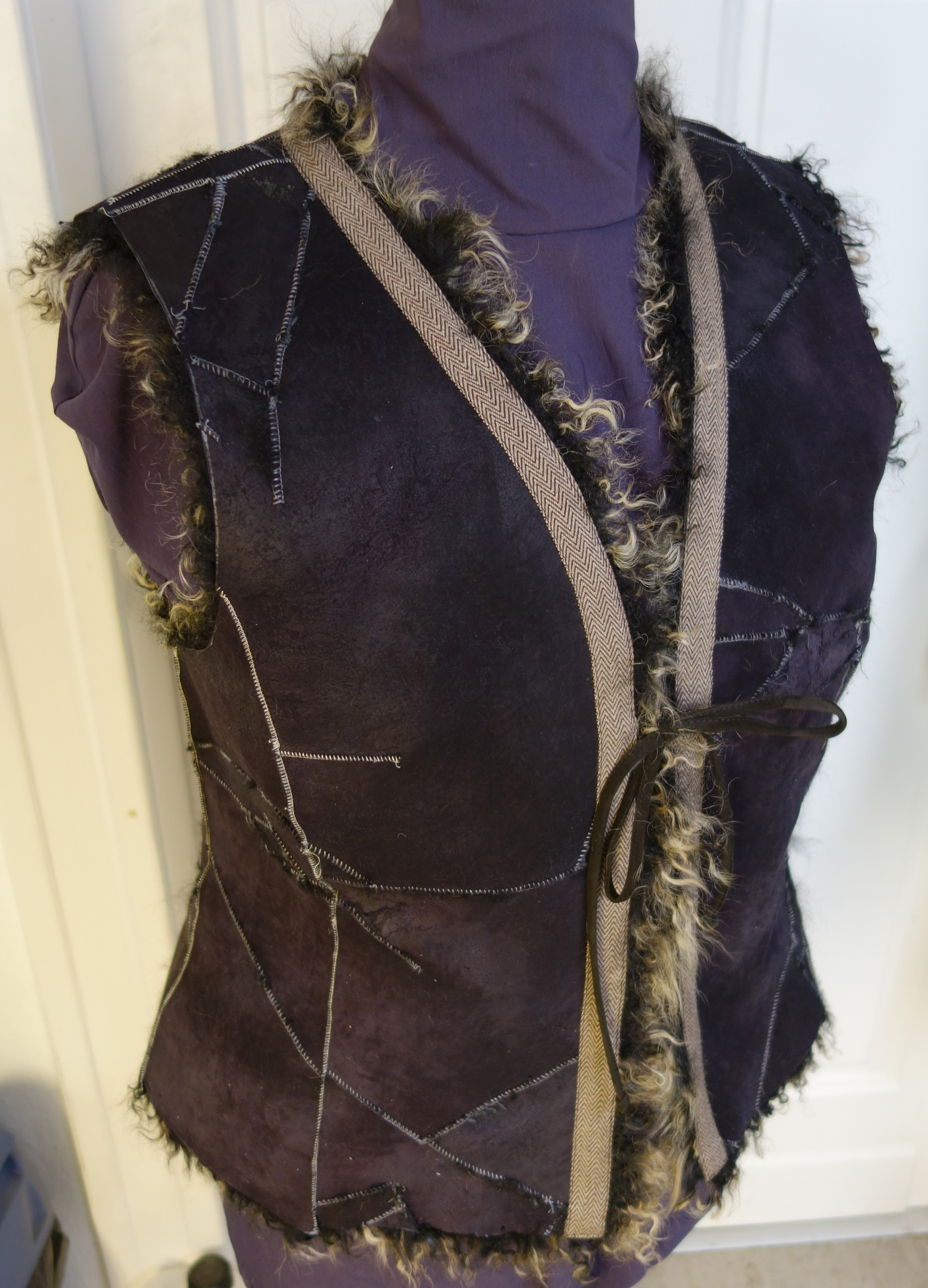
Umgestaltung zur Weste, Kalgan-Lamm, Lederseite vor dem Füttern (2017)
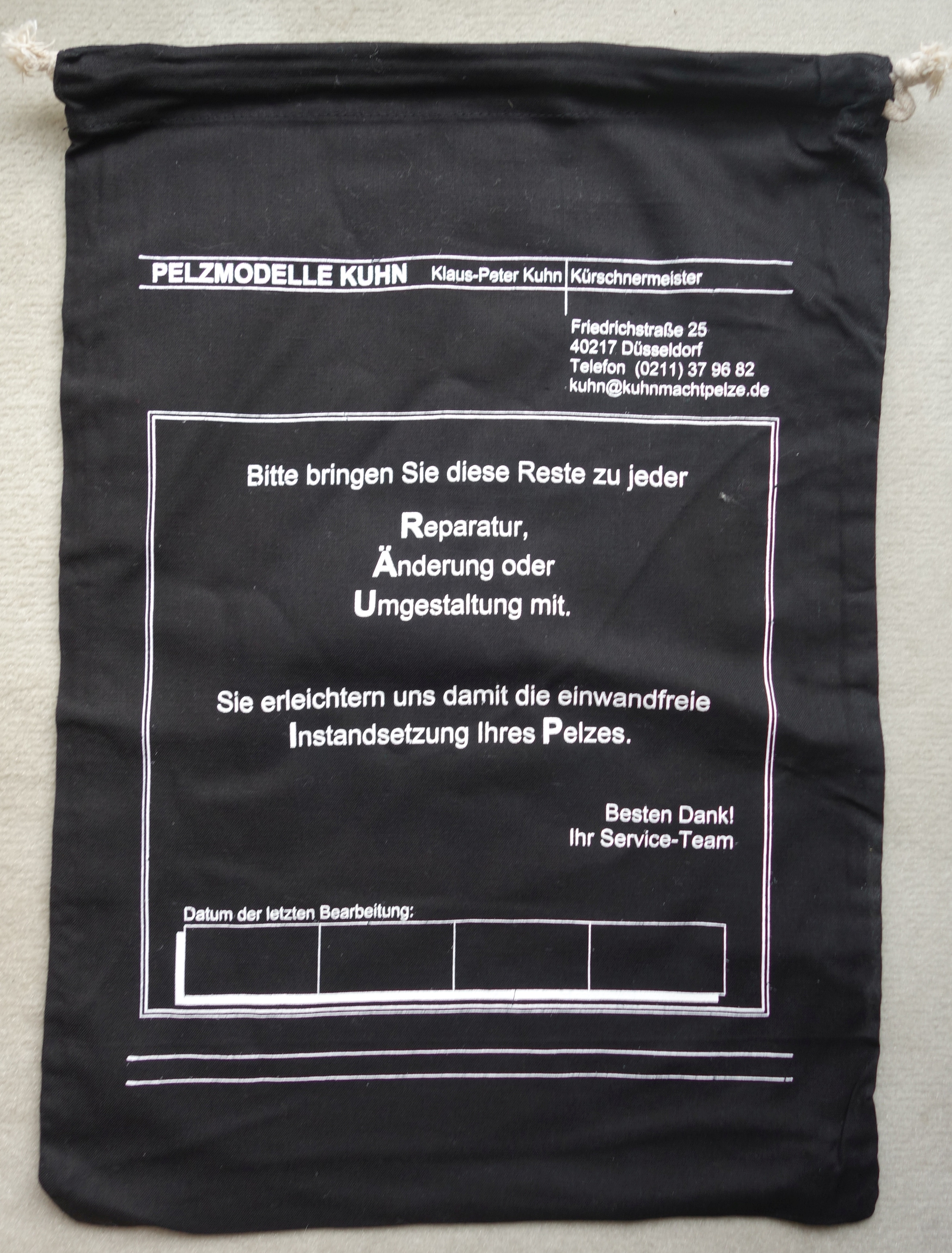
Aufbewahrungsbeutel für Pelzreste. Service einer ehemaligen Düsseldorfer Kürschnerei.
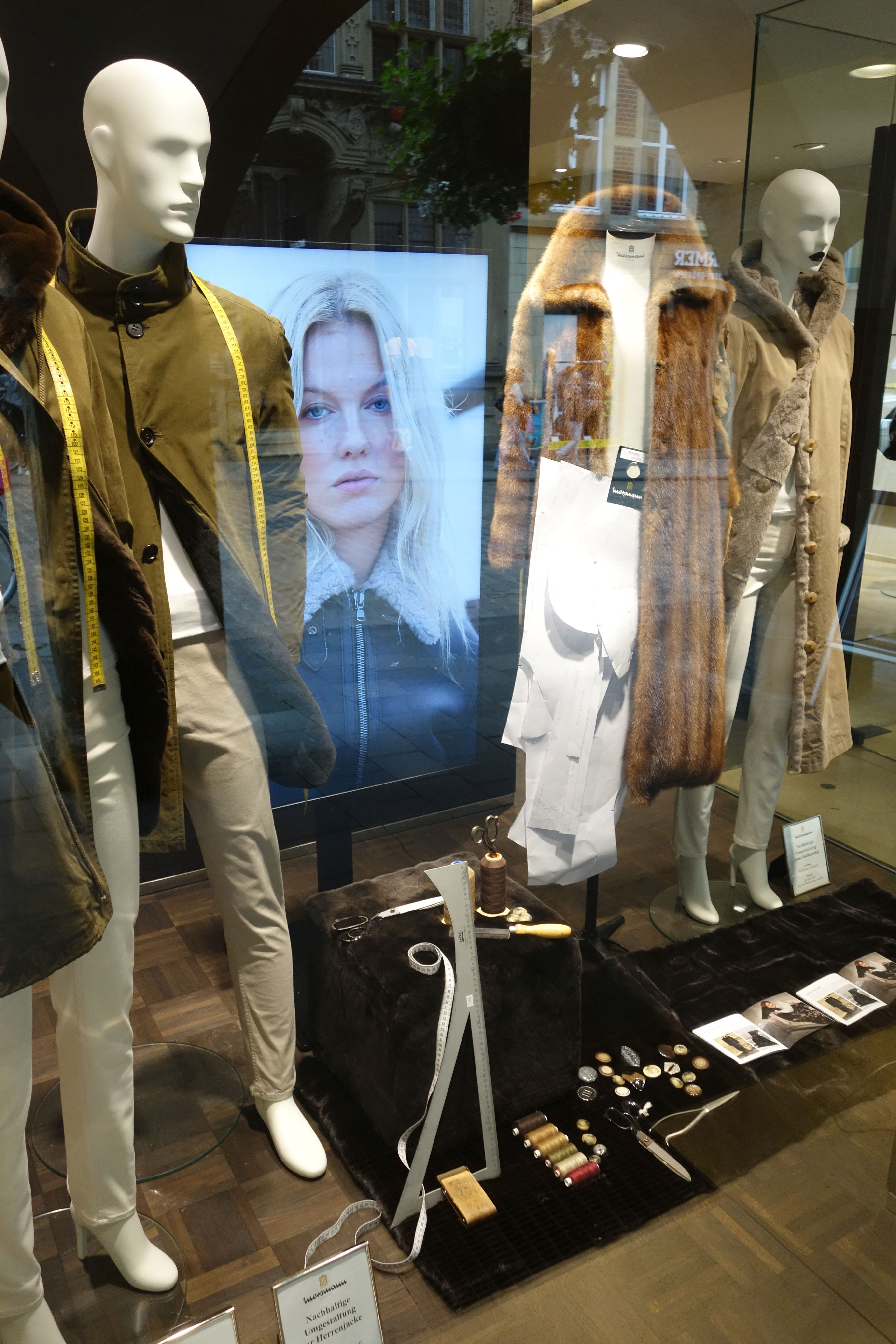
Schaufenster-Dekoration für Umgestaltungen zum Innenfutter (Mersmann Design, Münster 2025)

Umgestaltung eines Blackcross Nerzmantels (Kohinoor Nerz) zu einer Felldecke (Pelz-Atelier Lang, Kaiserslautern, ca 2020)
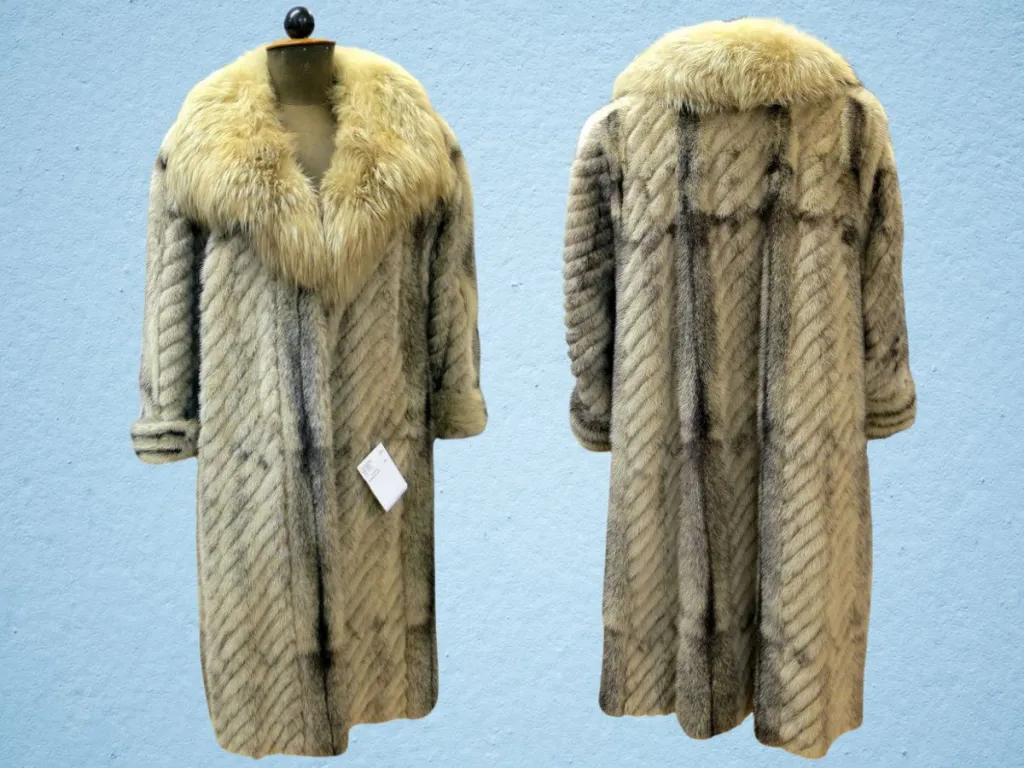
Der mit Lederstreifen galonierte Mantel, der Blaufuchskragen wurde nicht mit verwendet
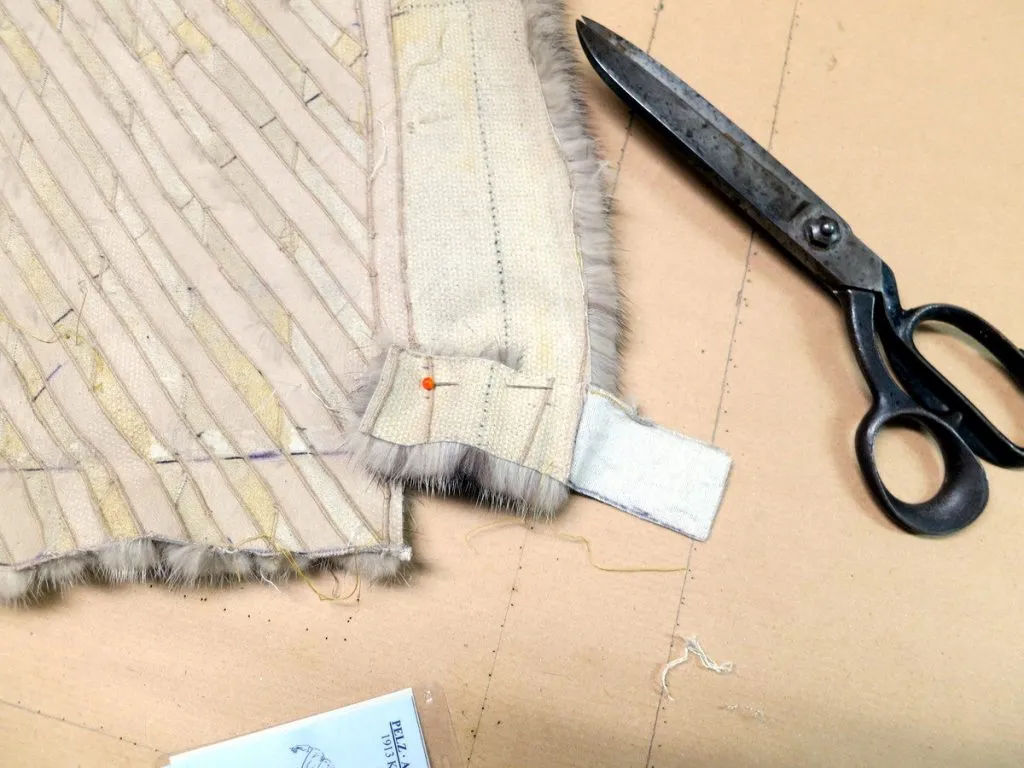
Der ausgelassen gearbeitete Innenbeleg ist nicht galoniert, die ausgeschnittene Saumecke war eingeheftet vorhanden
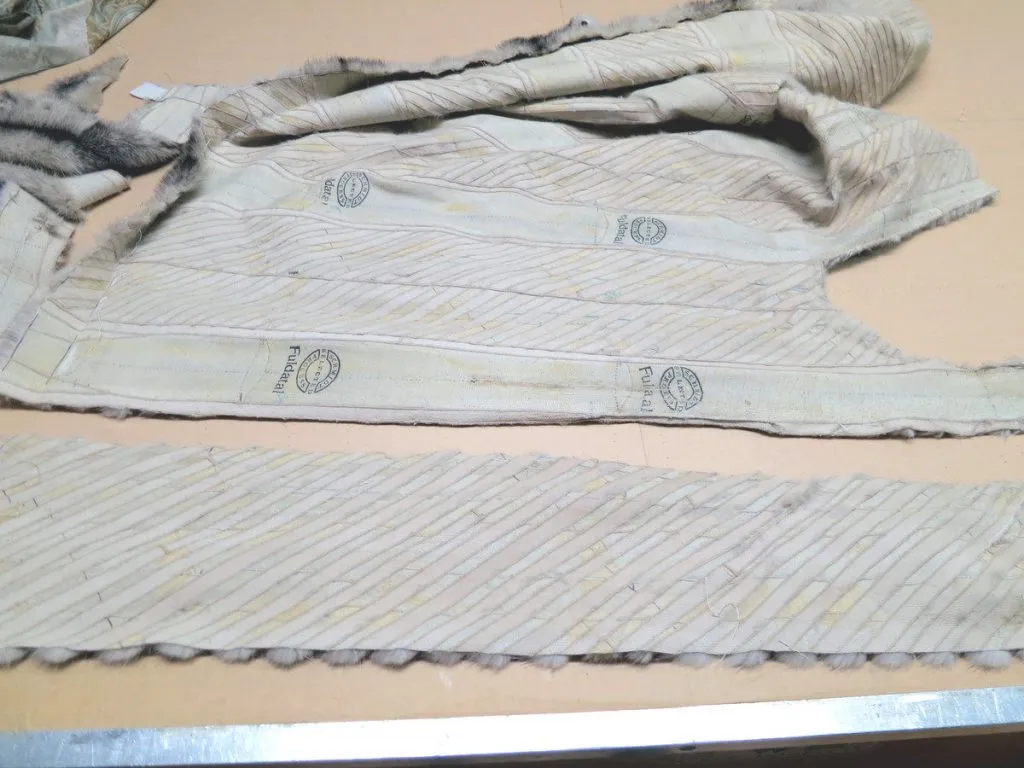
Der Mantel wird in Streifen zertrennt
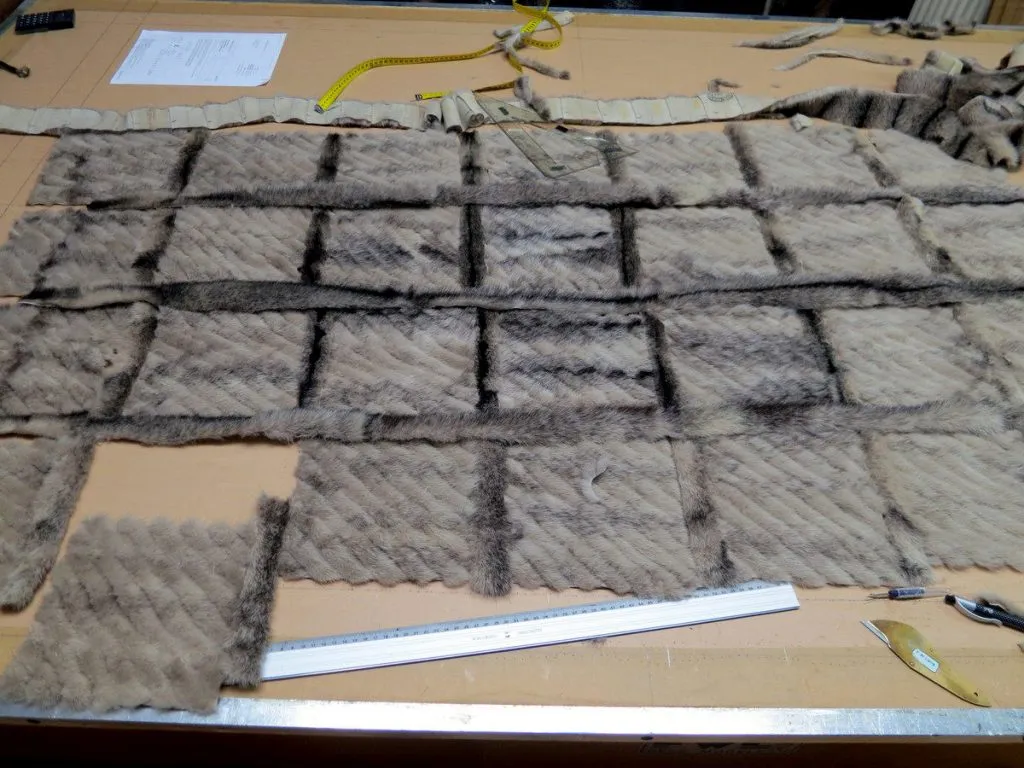
Die Streifen werden sortiert und zu gleich großen Quadraten geschnitten
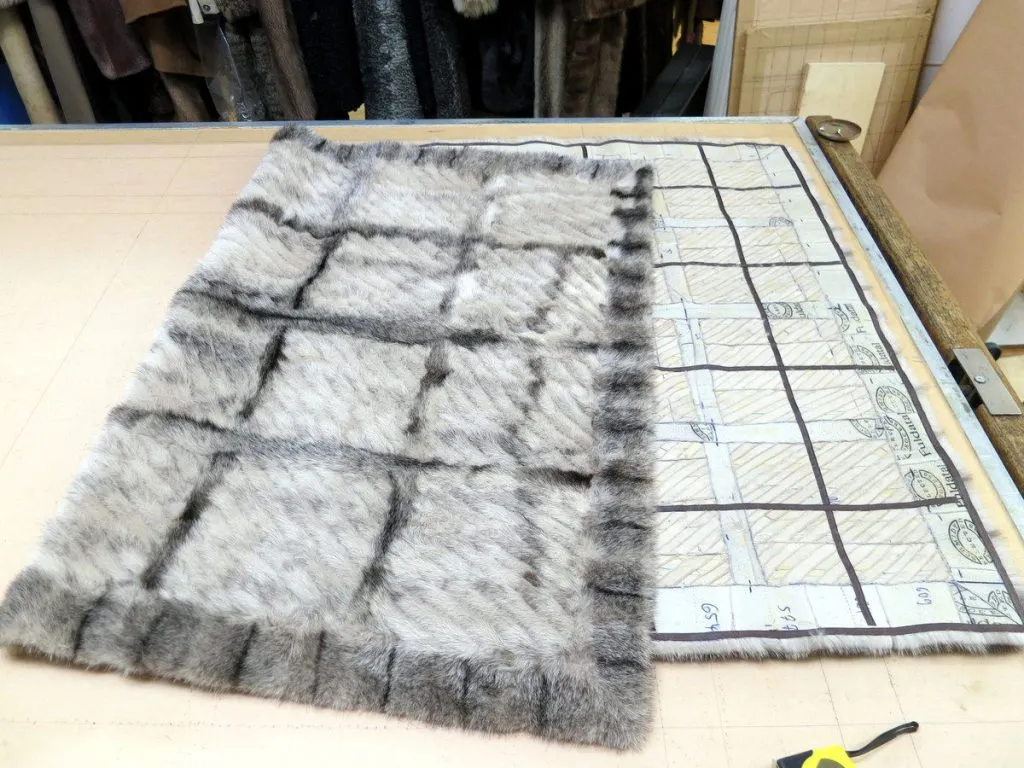
Genäht, gezweckt, abgeglichen und gebändelt
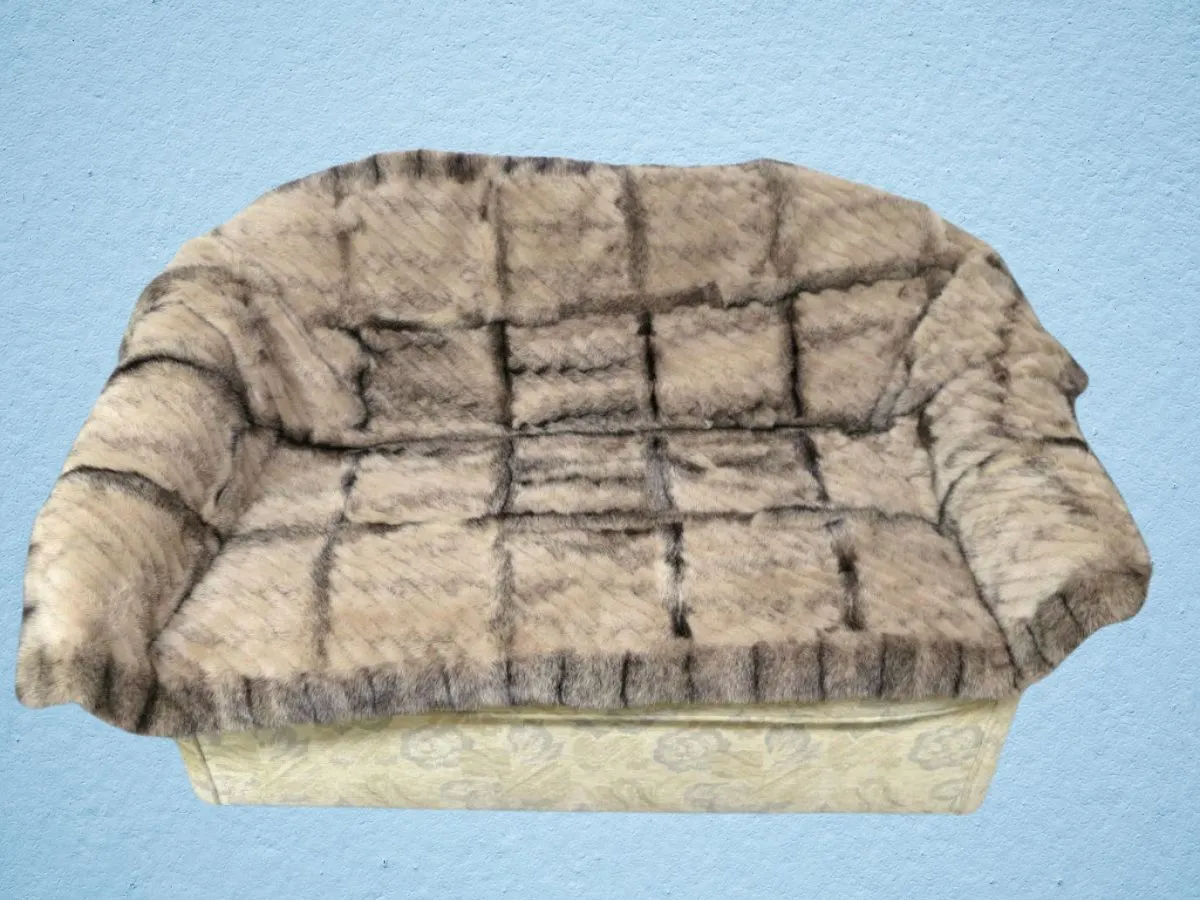
Die fertige, abgefütterte Blackcross Nerzdecke

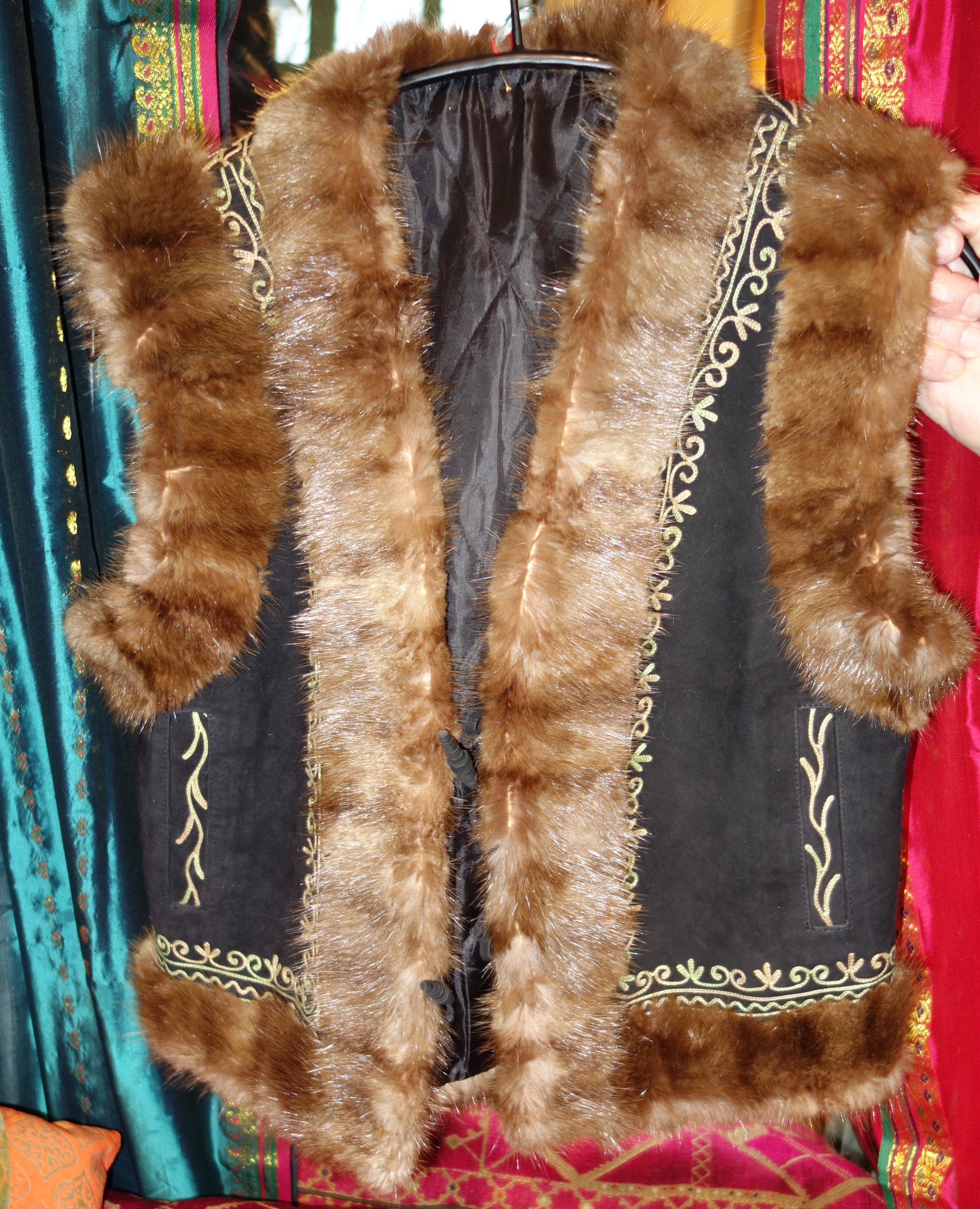
In Nepal gearbeitete Weste aus recyceltem Nerzbisam, angeboten in einer Düsseldorfer Kunsthandwerkshandlung (2014)

## Umgestaltungsempfehlungen für verschiedene Pelzarten, USA, 1950

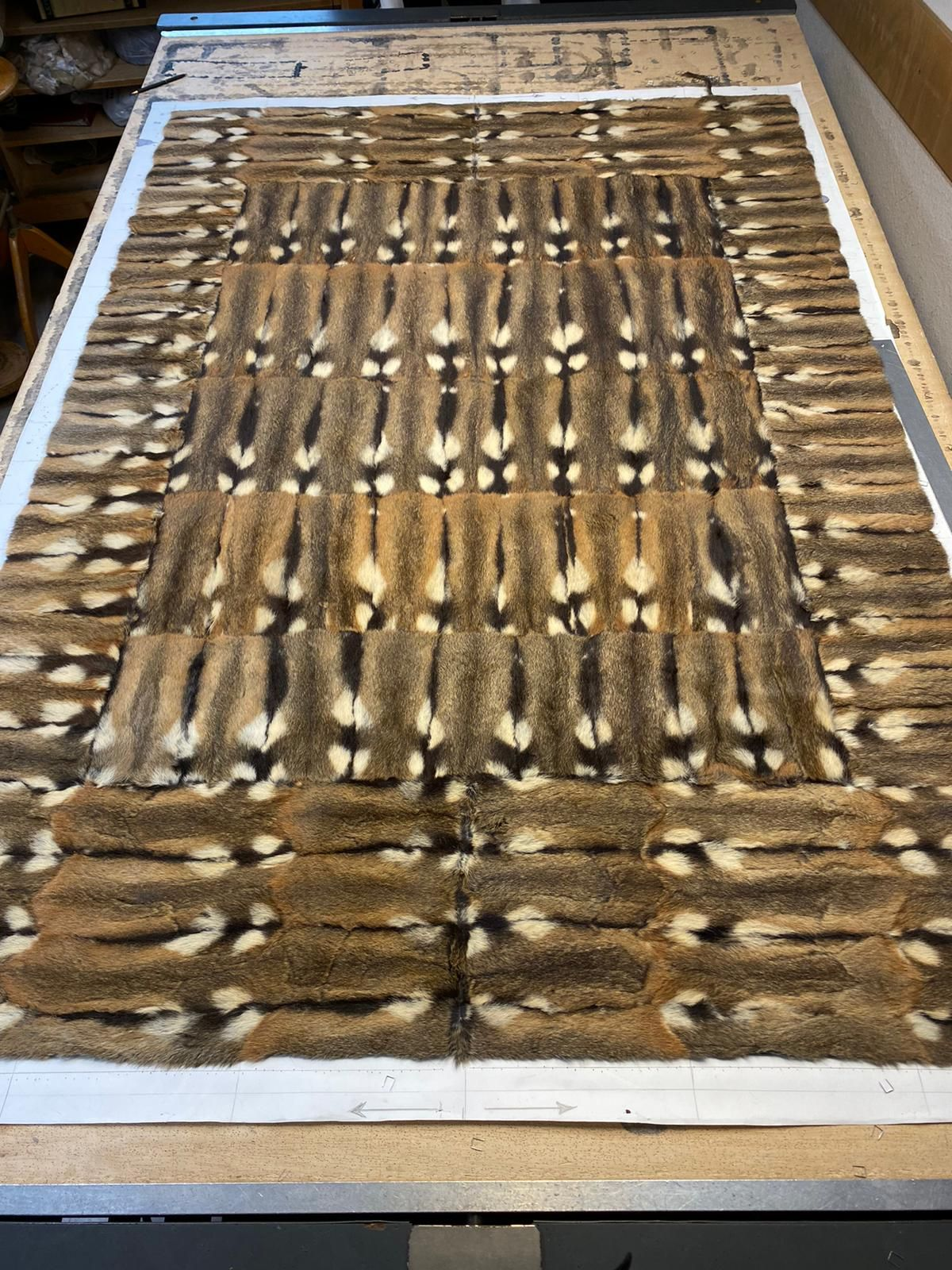
Hamsterfelldecke, umgearbeitet aus zwei Hamsterfuttern (2023)

Ein amerikanisches Kürschnerfachbuch hat im Jahr 1950 eine Liste mit 14 dort damals populären Pelzarten veröffentlicht, in der für die Fachkollegen unter anderem die Haltbarkeit sowie die Reparatur- und Umgestaltungsmöglichkeiten beurteilt wurden. Inzwischen hat die Pelzveredlung jedoch erhebliche Fortschritte gemacht, so dass einige der Bedenken durch die heute bessere Qualität des Fellleders und der Einfärbungen hinfällig sind. Auch scheinen einige der geschilderten Probleme in Europa heute einfacher lösbar zu sein.
Der Autor David D. Kaplan hat in seinem Werk auch die voraussichtlichen Kosten verschiedener Dienstleistungen aufgelistet. Als am preiswertesten nennt er die Umgestaltung von geschorenem Lamm (Biberlamm), die kostspieligste die von Nerz (etwa 2,5 bis 3 mal so viel), jeweils ohne Fellzugabe. Neben vielen anderen Pelzarten sind allerdings beispielsweise Kanin, Zobel und Chinchilla in der Liste nicht aufgeführt.
Zu den Umgestaltungen heißt es im Einzelnen:
- Buenolamm („Amerikanischer Breitschwanz“), Tingona-Lamm, Lincoln-Lamm, Bombay-Lamm: Nur einfach herauszuschneidende Umarbeitungen und nur außerhalb der Saison
- Dachs: In Kragenform [zu der Zeit offenbar nicht als Mantel oder Jacke verarbeitet]
- Biber: Alter trockenledriger Biber sollte nicht zu umfangreich umgearbeitet werden. Stücken sollten dort platziert werden, wo sie am wenigsten zu sehen sind. Die Felle müssen individuell ein- oder ausgelassen werden.
- Füchse: Eine Umgestaltung von Schals in Jacken ist, falls nicht abgetragen, bei Fellzugabe möglich
- Zickel: Eine Umgestaltung ist nicht ratsam, ausgenommen einfach herauszuschneidende Arbeiten, oder vielleicht als Umhang
- Leopard: Eine Umgestaltung ist extrem schwierig. Hängt vom Unterschied des neuen Schnittmusters zum alten ab.
- Nerz: Sofern das Leder nicht ausgetrocknet und nicht mehr bearbeitbar ist, kann der Nerz repariert oder umgearbeitet werden. Zugepasste Felle müssen perfekt passen oder versetzt werden [Versetzen, eine Arbeitstechnik, bei der das halbe Felle mit dem Grotzen, der Fellmitte, an den Grotzen eines in der Farbe weniger gut passenden Fells genäht wird]. Ein Färben oder erneutes Färben ist bei vergilbten Mänteln möglich, wenn das Leder noch stabil ist.
- Bisam: Schwarz gefärbter, geschorener Bisam („Hudson seal“) kann sehr gut umgestaltet werden. Naturbisam ist nicht einfach zu bearbeiten, wenn er alt ist, kann er nicht mehr gezweckt werden.
- Persianer, schwarz: Grundsätzlich sind alle Arten der Reparatur und Umgestaltung möglich, solange sich das Leder nicht spaltet oder bricht
- Persianer, grau: Wenn das Fell ausgelassen wurde, ist eine Reparatur und die Umarbeitung äußerst schwierig. Das Zupassen und Anpassen von neuem Fell ist noch schwieriger. Kann grau aufgefärbt werden.
- Kanin: Kann grundsätzlich repariert und umgestaltet werden, vorausgesetzt, dass das Leder noch kräftig genug ist. Aufwändige Umgestaltungen sind nicht angesagt. Als Fellverbindung ist eine einfache Zacke am besten.
- Waschbär: Die Umgestaltung ist gewöhnlich bei ausgelassenen Teilen problembehaftet
- Skunk: Reparatur und Umgestaltung ist schwierig, wenn zusätzliches Fell benötigt wird. Insbesondere bei alten Pelzen ist es sehr schwierig, passende Felle hinzu zu sortieren.
- Feh: Nicht besonders schwierig.[2]